# Kanton Bern
Koordinaten: 46° 48′ N, 7° 36′ O; CH1903: 612319 / 183217

Logo des Kantons Bern

Bern (Kürzel BE; berndeutsch Bärn [b̥æːrn], französisch Berne, italienisch Berna, rätoromanisch Bernaⓘ) ist ein Kanton im Westen der Schweiz. Der Hauptort und zugleich einwohnerstärkste Ort ist die Bundesstadt Bern.
Durch den Kanton Bern führt die «Röstigraben» genannte Grenze zwischen der Deutschschweiz und der französischen Schweiz (Romandie). Die bernischen Landes- und Amtssprachen sind Deutsch (Bevölkerungsanteil: 86 Prozent) und Französisch (11 Prozent). Französisch wird primär im Berner Jura und in der Agglomeration Biel gesprochen, wobei die Agglomeration Biel einen zweisprachigen Status besitzt.
Der Kanton Bern ist flächenmässig (nach Graubünden) und bevölkerungsmässig (nach Zürich) jeweils der zweitgrösste Kanton der Schweiz.

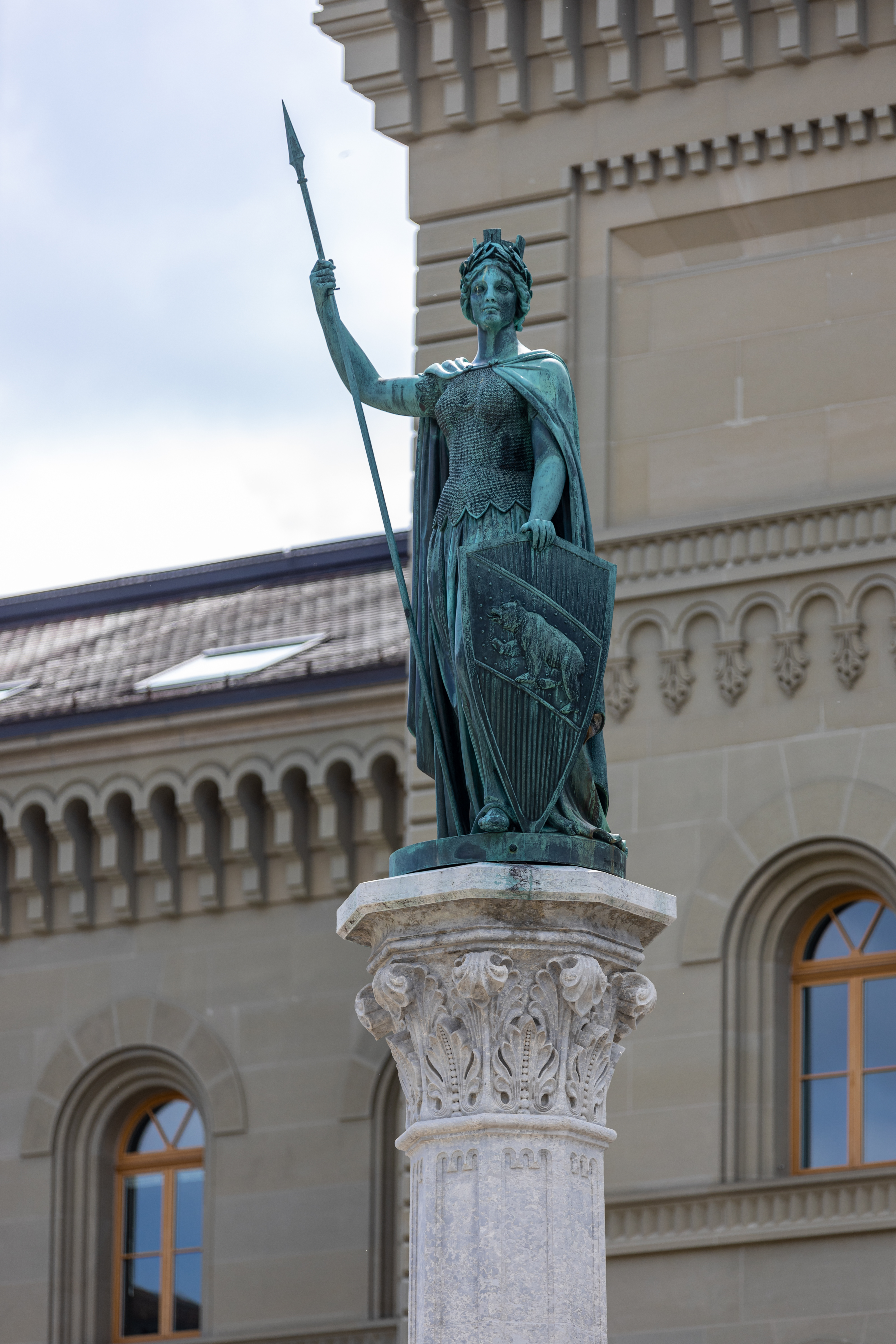
«Berna», Personifikation von Stadt und Kanton als Brunnenfigur

## Geographie
Der Kanton Bern hat die grösste Nord-Süd-Ausdehnung aller Kantone. Er erstreckt sich vom Jura über das Mittelland bis in die Alpen und hat damit als einziger Kanton neben der Waadt Anteil an allen drei Grossregionen der Schweiz. Im Norden grenzt er an die Kantone Jura, Solothurn und Aargau, im Westen an die Kantone Neuenburg, Waadt und Freiburg, im Osten an die Kantone Luzern, Nidwalden, Obwalden und Uri und im Süden an den Kanton Wallis.

### Grenzen
Bern ist seit dem Verlust des Laufentals 1994 ein Binnenkanton. Nachdem die Exklave Clavaleyres am 1. Januar 2022 an den Kanton Freiburg abgetreten wurde, besteht noch die Exklave Münchenwiler. Die Gemeinde Schelten ist mit dem Kanton nur über einen Punkt verbunden. Steinhof ist eine Enklave des Kantons Solothurn, Wallenbuch eine Enklave des Kantons Freiburg.
Auf Karten kleineren Massstabs kann der Eindruck entstehen, dass der Kanton Bern bei La Ferrière an Frankreich grenzt; die Landesgrenze ist dort jedoch einige hundert Meter von der Kantonsgrenze entfernt.

### Regionen
- Im Westen erstreckt sich zwischen dem Bielersee, Murtensee und der Stadt Bern im Aaretal das Berner Seeland, das dank seiner fruchtbaren Böden auch als Gemüsekammer der Schweiz bezeichnet wird.
- Im Nordwesten liegt der französischsprachige Berner Jura.
- Im Nordosten des Kantons liegt die Region Oberaargau, die entgegen ihrem Namen nicht zum Kanton Aargau gehört.
- Östlich der Stadt Bern liegt das zu den Voralpen gehörende Emmental, aus dem der berühmte Emmentaler Käse kommt und das im Osten vom Bergland des Napf abgeschlossen wird.
- Im Süden des Kantons liegt das Berner Oberland, im Osten mit dem Jungfraugebiet und dem Haslital, im Westen mit den Regionen Saanenland, Simmental, Frutigland (Adelboden) und Lötschberg.

### Erhebungen
Die höchste Erhebung im Kanton Bern ist das Finsteraarhorn (4274 m ü. M.). Der tiefste Punkt ist die Aare bei Wynau (399 m ü. M.). Im Kanton Bern erheben sich die Berner Alpen mit den Berner Voralpen und der Berner Jura, der zum Faltenjura gehört.

#### Berge
Bedeutende Berge im Kanton Bern sind das Finsteraarhorn (4274 m ü. M.), mit dem höchsten Gipfel im Berner Oberland, die Jungfrau (4158 m ü. M.), mit der höchsten Bahnstation Europas, der Mönch (4110 m ü. M.), als Teil der Eiger Mönch und Jungfrau Gruppe, der Eiger (3967 m ü. M.), mit der Eigernordwand, das Schilthorn (2970 m ü. M.) (auch Piz Gloria), mit dem Drehrestaurant aus dem James-Bond-Film Im Geheimdienst Ihrer Majestät, und das Mittelhorn (3702 m ü. M.).

### Gewässer
Die Gesamtfläche aller Wasser und Feuchtflächen beträgt 418,21 Quadratkilometer. Davon sind 210,77 Quadratkilometer Gletscher oder Firn, 162,56 Quadratkilometer Wasser, 41,69 Quadratkilometer Nassstandorte und 3,19 Quadratkilometer Schilfbestände.

#### Seen
Bedeutende Seen sind der Thunersee (47,85 km²), der Bielersee (39,2 km²) und der Brienzersee (29,8 km²). Bern hat zudem Anteil am Neuenburgersee.

#### Flüsse
Der grösste Fluss im Kanton Bern ist die Aare. Sie entspringt in 1977 m ü. M. am Unteraargletscher (Grimselgebiet) und entwässert 17'709 Quadratkilometer. Die Aare ist 291,5 km lang. Ihr Wasser führt sie dem Rhein zu, welcher in die Nordsee abfliesst. Dabei durchfliesst sie unter anderem den Grimselstausee (2,72 Quadratkilometer), den Brienzersee, den Thunersee, den Wohlensee und seit der Juragewässerkorrektion auch den Bielersee.
Weitere bedeutende Flüsse sind Emme, Simme, Kander, Saane, Broye  und Suze.
Im Jahr 1997 stimmte das Berner Stimmvolk einem Renaturierungsfonds zu. Seither werden Flüsse vermehrt naturnah umgestaltet.

### Klima

#### Klimaschutz
Der Grosse Rat verabschiedete im März 2021 in zweiter Lesung mit 98 zu 44 Stimmen bei 10 Enthaltungen eine Änderung der Kantonsverfassung, durch die ein neuer Artikel betreffend den Klimaschutz eingefügt wurde. Die Stimmberechtigten stimmten ihr an der Volksabstimmung vom 26. September 2021 zu. Im Mai 2022 beantragte der Bundesrat dem Parlament, die Verfassungsänderung zu gewährleisten.

## Bevölkerung
Die Einwohner des Kantons werden Berner bzw. auf Französisch Bernois genannt.

### Demografie
Per 31. Dezember 2023 betrug die Einwohnerzahl des Kantons Bern 1'063'533. Die Bevölkerungsdichte liegt mit 178 Einwohnern pro Quadratkilometer unter dem Schweizer Durchschnitt (217 Einwohner pro Quadratkilometer). Der Ausländeranteil (gemeldete Einwohner ohne Schweizer Bürgerrecht) bezifferte sich am 31. Dezember 2023 auf 17,9 Prozent, während landesweit 27,0 Prozent Ausländer registriert waren. Per 30. Juni 2021 betrug die Arbeitslosenquote 2,2 Prozent gegenüber 2,8 Prozent auf eidgenössischer Ebene.

### Sprachen
Die Hauptsprache der Bevölkerung ist zu 86 Prozent Deutsch, zu 11 Prozent Französisch, zu 3 Prozent Italienisch und zu 3 Prozent Englisch sowie zu je rund ein bis zwei Prozent Portugiesisch, Serbisch und Kroatisch, Albanisch, Spanisch und Türkisch. Die deutschsprachige Bevölkerung spricht in der Regel Berndeutsch, die regionale Varietät des Schweizerdeutschen.
Die Landes- und Amtssprachen des Kantons sind Deutsch und Französisch. Für die Amtssprachen gilt das Territorialitätsprinzip, d. h., sie richten sich nach dem Gebiet. Im Verkehr mit den kantonalen Behörden dient im Berner Jura Französisch, in der Verwaltungsregion Seeland und dem Verwaltungskreis Biel/Bienne Deutsch und Französisch und im übrigen Kanton Deutsch als Amtssprache. Als Amtssprache auf Gemeindeebene gilt im Berner Jura fast überall das Französische (auch in den mehrheitlich deutschsprachigen Gemeinden Mont-Tramelan und Rebévelier, nicht jedoch in Schelten und Seehof), beide Sprachen sind die Amtssprachen der Gemeinden Biel/Bienne und Leubringen/Evilard, und Deutsche ist die Amtssprache aller anderen Gemeinden. An die für den ganzen Kanton zuständigen Behörden können sich alle Bürger in beiden Sprachen wenden; amtliche Texte, die den ganzen Kanton betreffen, müssen in beiden Sprachen zugänglich gemacht werden.
Für den Berner Jura wurde im Jahr 2006 der Conseil du Jura bernois geschaffen, ein Regionalparlament, das die kulturelle Eigenständigkeit der französischsprachigen Minderheit sichern soll. Eine entsprechende Funktion hat der Conseil des affaires francophones du district bilingue de Bienne für Biel/Bienne und Evilard.

### Religionen – Konfessionen

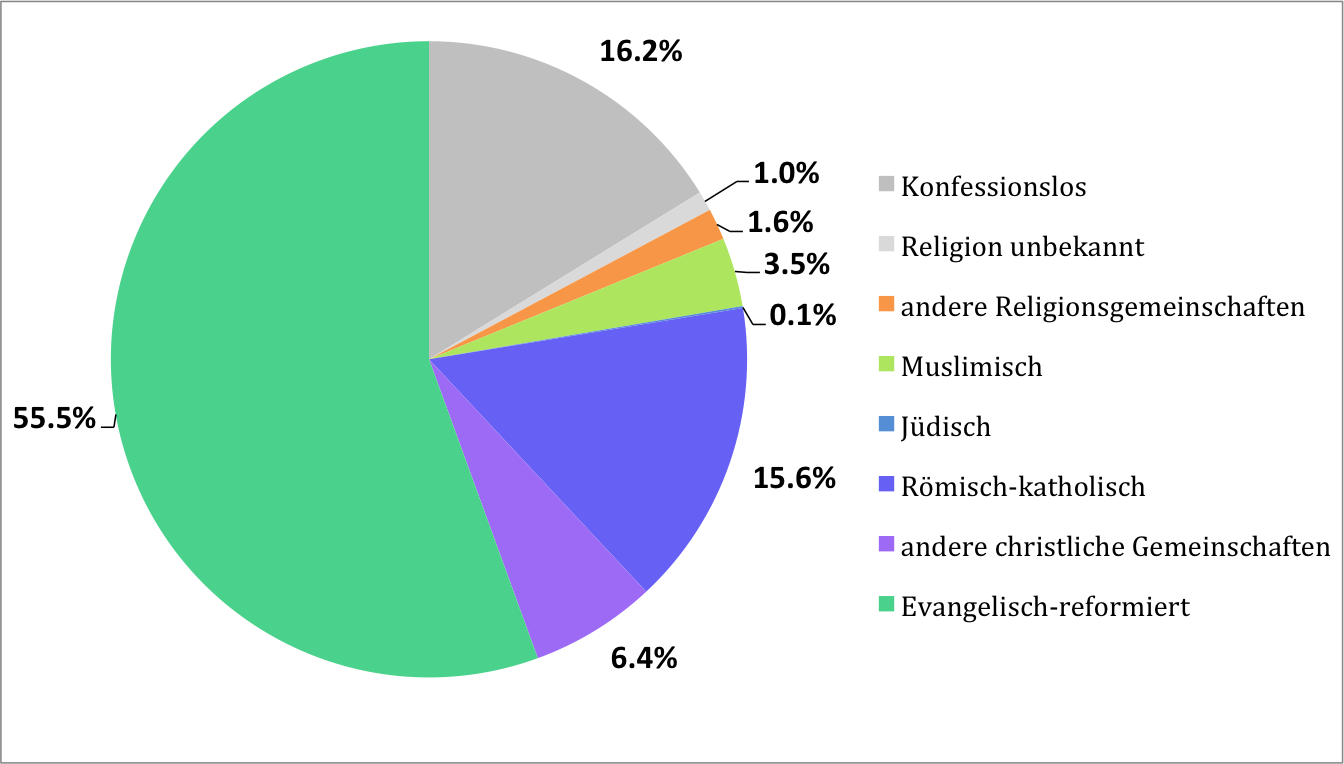
Berner Kantonsbevölkerung (ab 15 Jahren) nach Religionszugehörigkeit im Jahr 2012

Der Kanton Bern ist ein traditionell evangelisch-reformiert geprägter Kanton. Am 31. Dezember 2018 waren von den 1'034'977 Einwohnern des Kanton Bern 541'148 Personen (52,3 Prozent) Mitglied der evangelisch-reformierten und 164'866 Personen (15,9 Prozent) waren Mitglied der römisch-katholischen Kirche.
Die evangelisch-reformierten Kirchgemeinden des Kantons Bern gehören zu den Reformierten Kirchen Bern-Jura-Solothurn. Sowohl die Landeskirche als auch die einzelnen Kirchgemeinden sind Körperschaften des öffentlichen Rechts.
Die katholischen Pfarreien des Kantons Bern gehören zum Bistum Basel und sind zusammen mit den Pfarreien der Kantone Jura und Solothurn Teil der Bistumsregion St. Verena (Sitz des Bischofsvikariats in Biel).  Parallel zur kirchlichen Organisation bestehen im Kanton Bern – wie in den meisten anderen Schweizer Kantonen – mit der Römisch-katholischen Landeskirche des Kantons Bern (auf kantonaler Ebene) und den Kirchgemeinden (auf Ebene der Pfarreien) staatskirchenrechtliche Organe (Körperschaften des öffentlichen Rechts), welche die Kirchensteuern erheben und die finanziellen Mittel zur Wahrnehmung der kirchlichen Aufgaben zur Verfügung stellen.
Seit der letzten Volkszählung im Jahr 2000 liegen keine Mitgliederzahlen zu weiteren Religionsgemeinschaften (neben den beiden Landeskirchen) für die Gesamtbevölkerung des Kantons mehr vor. Jedoch führte das Bundesamt für Statistik im Jahr 2012 eine Stichprobenerhebung durch, bei welcher Personen ab 15 Jahren nach ihrer Religionszugehörigkeit befragt wurden. Die Erhebung lieferte folgende Ergebnisse:
| Religion                                  | Anteil in Prozent |
| ----------------------------------------- | ----------------- |
| protestantisch                            | 55,5              |
| konfessionslos                            | 16,2              |
| römisch-katholisch                        | 15,6              |
| andere christliche Glaubensgemeinschaften | 06,4              |
| islamisch                                 | 03,5              |
| andere Religionsgemeinschaften            | 01,6              |
| Religion/Konfession unbekannt             | 01,0              |
| jüdisch                                   | 00,1              |

Es gibt im Kanton Bern vergleichsweise viele Mitglieder protestantischer Freikirchen, besonders im Berner Jura, im Emmental und im Berner Oberland, wo sich trotz zeitweilig intensiver staatlicher Verfolgung noch mennonitische Gemeinden halten konnten. Nach der Reformation im Jahr 1528 fasste ab 1799 auch die katholische Kirche wieder Fuss im Kanton.

## Verfassung und Politik

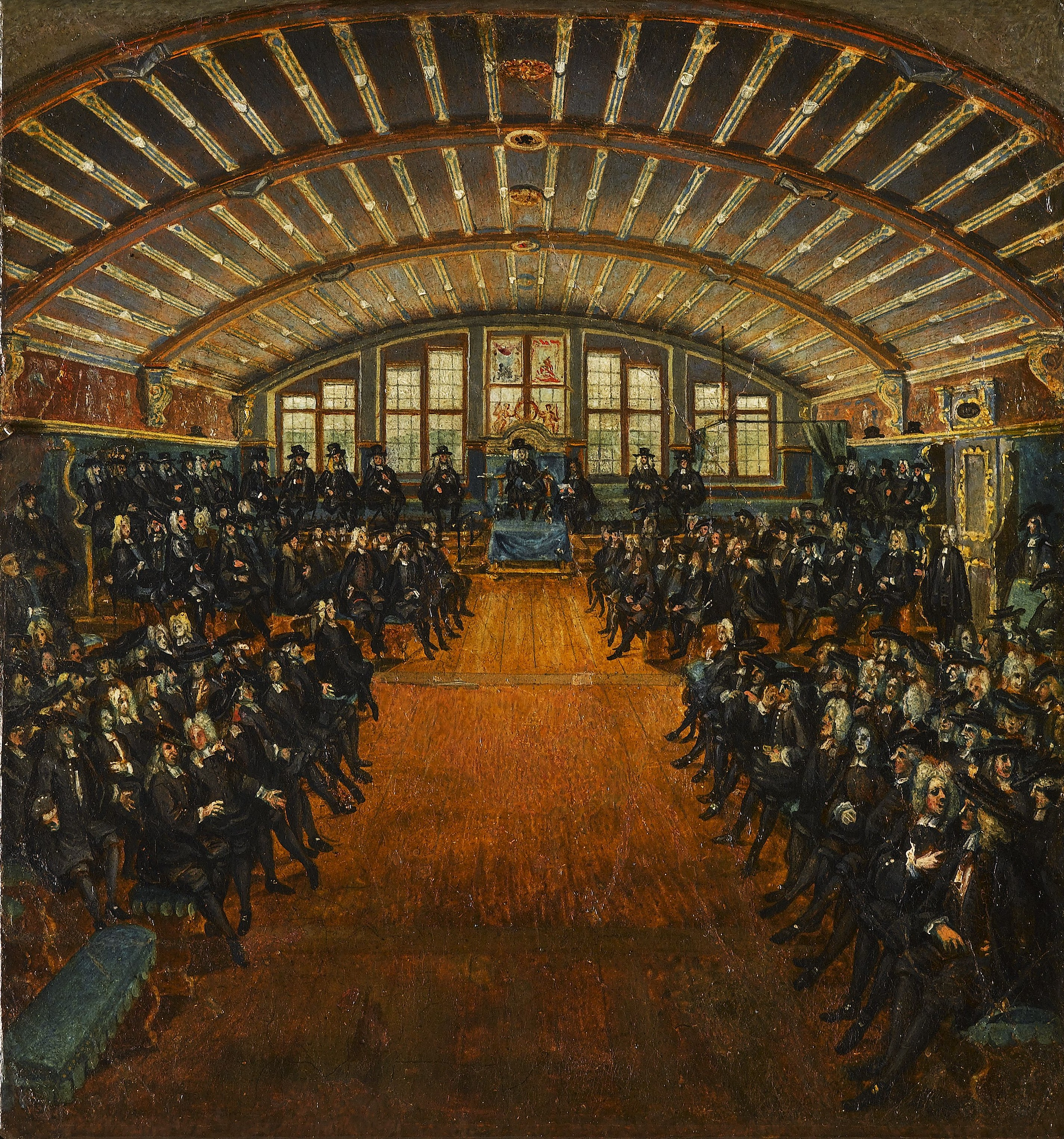
Der Grosse Rat von Bern (1735)
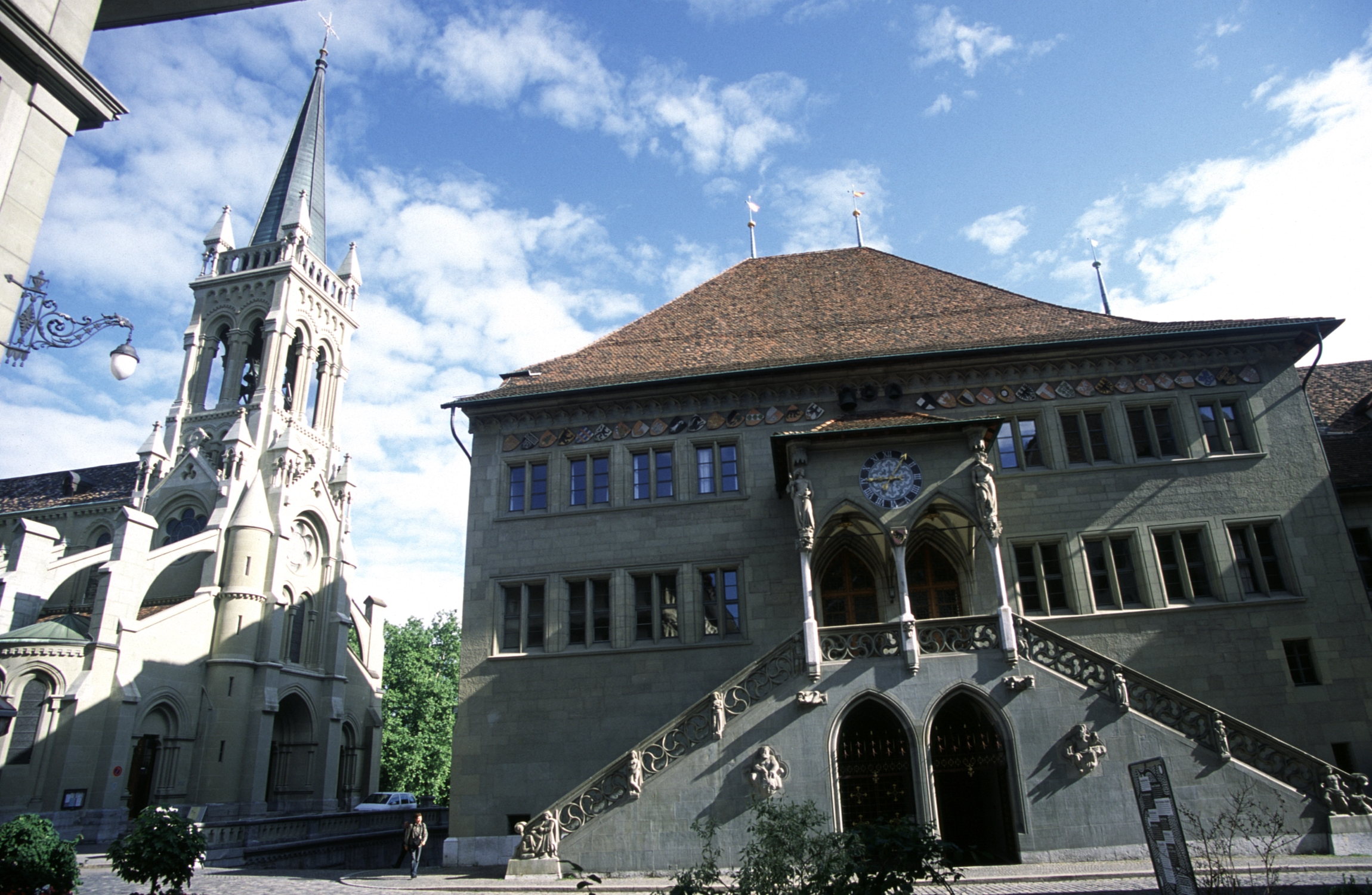
Berner Rathaus mit Kirche St. Peter und Paul
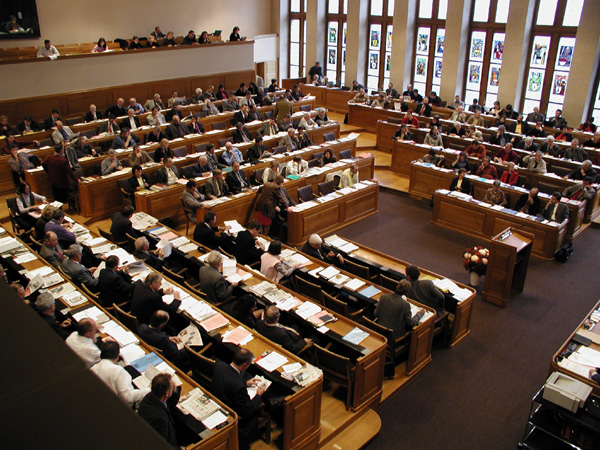
Session des Grossen Rates im Berner Rathaus
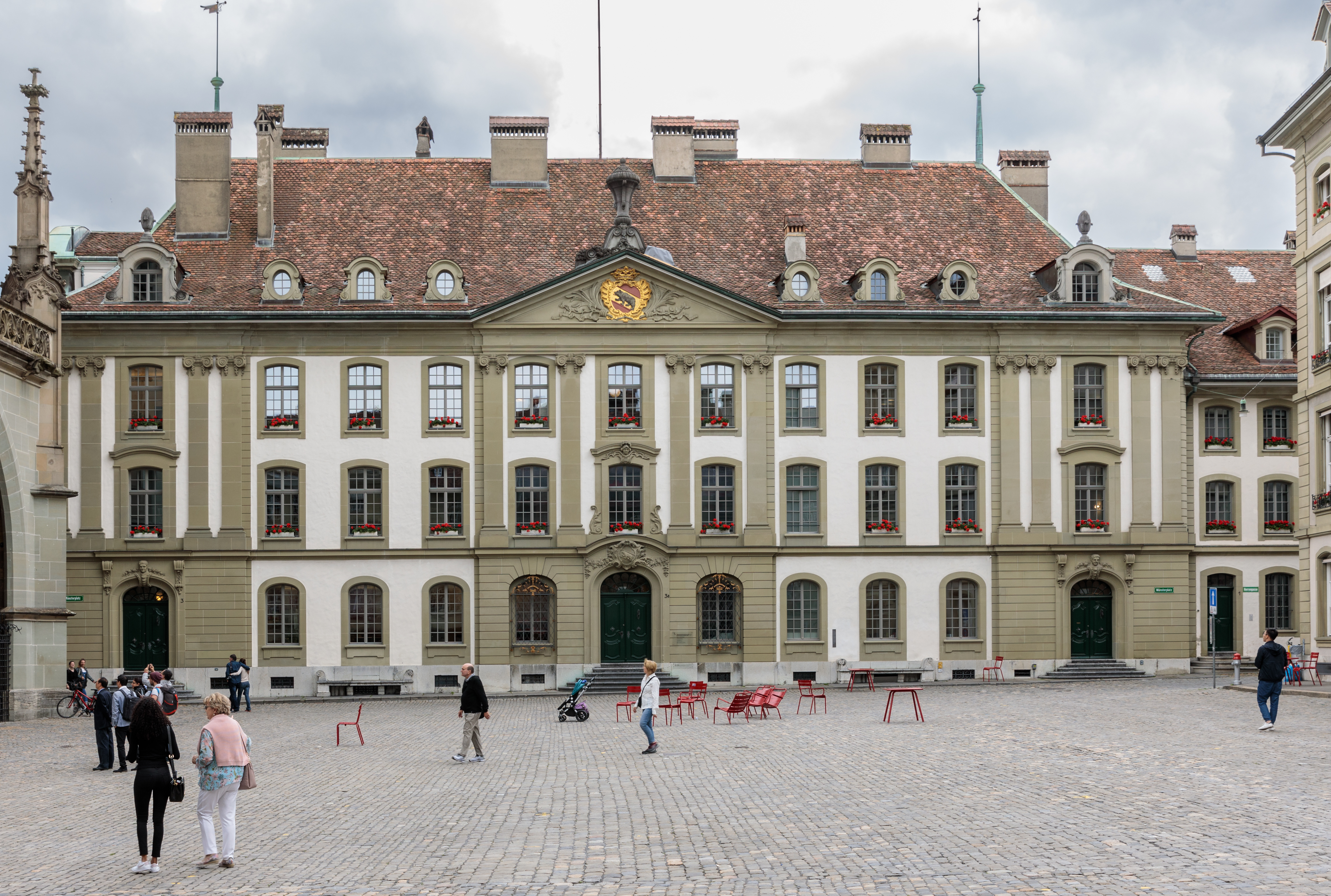
Sitz der Wirtschafts-, Energie- und Umweltdirektion (am Münsterplatz)
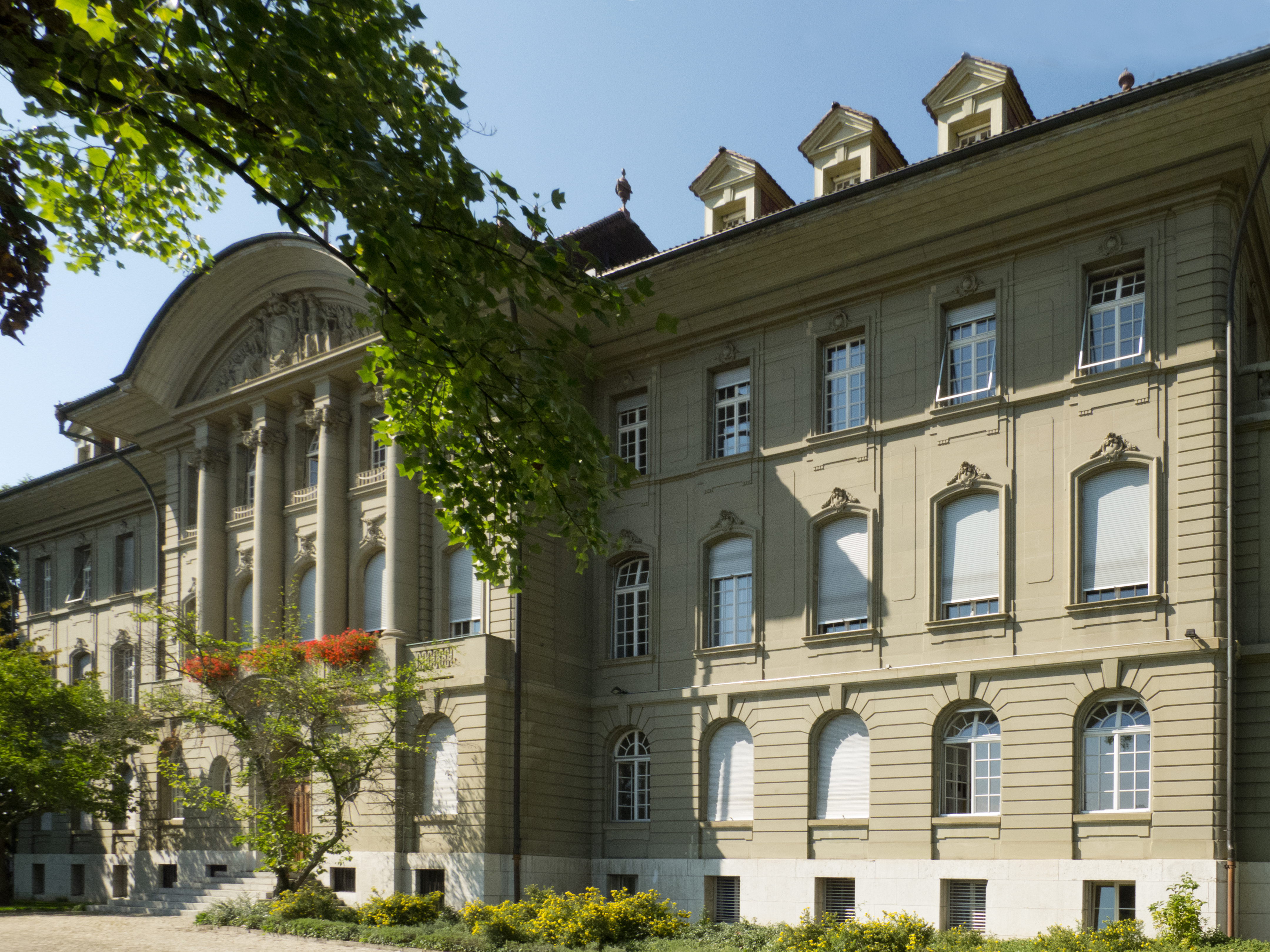
Obergericht des Kantons Bern

Die geltende Kantonsverfassung von 1993 (KV) umschreibt den Kanton Bern in Art. 1 als freiheitlichen, demokratischen und sozialen Rechtsstaat. Sie baute gegenüber der früheren Verfassung von 1893 insbesondere die Grundrechte, die Volksrechte und die Gemeindeautonomie aus. Nach Art. 2 KV versteht sich der Kanton auch als Mittler zwischen der deutsch- und der französischsprachigen Schweiz (Romandie). Der zweisprachige Kanton hat mit allen Kantonen der Romandie, ausser Genf, gemeinsame Grenzen und ist Mitglied vieler Organisationen der Zusammenarbeit der französischsprachigen Kantone.
- AL: 1
- Grüne: 19
- PSA/ens. soc.: 2
- SP: 32
- GLP: 16
- EVP: 9
- Mitte: 12
- FDP: 18
- Bürgerliche Stadt- und Landliste: 1
- SVP: 44
- EDU: 6

### Legislative
Der 160-köpfige Grosse Rat (frz. Grand Conseil) ist das Parlament des Kantons. Zwölf Sitze sind für den (französischsprachigen) Berner Jura garantiert und drei Sitze für die französischsprachige Minderheit des zweisprachigen Amtsbezirks Biel/Bienne. Der grosse Rat wird vom Volk im Proporzverfahren für eine Amtsdauer von jeweils vier Jahren gewählt.
Das Volk hat über Volksabstimmungen auch direkten Anteil an der Gesetzgebung. Das obligatorische Referendum gilt bei Verfassungsänderungen, das fakultative Referendum, das von mindestens 10'000 Stimmberechtigten unterstützt werden muss, bei Gesetzesänderungen, wobei das Referendum mit einem Volksvorschlag verbunden werden kann. Sodann kommt dem Stimmvolk das Recht der Volksinitiative zu, die von mindestens 15'000 Stimmberechtigten unterstützt werden muss. Ausserdem können mindestens 30'000 Stimmberechtigte eine Abstimmung über die Abberufung des Grossen Rates vor Ablauf der ordentlichen Amtsdauer verlangen.
| Partei | Partei                                                   | Sitze 2006 | Stimmen 2006 (%) | Sitze 2010 | Stimmen 2010 (%) | Sitze 2014 | Stimmen 2014 (%) | Sitze 2018 | Stimmen 2018 (%) | Sitze 2022 | Stimmen 2022 (%) |
| ------ | -------------------------------------------------------- | ---------- | ---------------- | ---------- | ---------------- | ---------- | ---------------- | ---------- | ---------------- | ---------- | ---------------- |
|        | Schweizerische Volkspartei (SVP)                         | 47         | 27,42            | 44         | 26,62            | 49         | 28,99            | 46         | 26,76            | 44         | 25,83            |
|        | Sozialdemokratische Partei der Schweiz (SP)              | 42         | 24,03            | 35         | 18,86            | 33         | 19,13            | 38         | 22,33            | 32         | 18,89            |
|        | Grüne Kanton Bern                                        | 19         | 12,9             | 16         | 10,10            | 15         | 10,06            | 14         | 09,94            | 19         | 12,65            |
|        | FDP.Die Liberalen (FDP)                                  | 26         | 16,40            | 17         | 10,34            | 17         | 10,65            | 20         | 11,72            | 18         | 11,26            |
|        | Grünliberale Partei (glp)                                | –          | –                | 04         | 04,07            | 11         | 06,70            | 11         | 06,91            | 16         | 09,81            |
|        | Die Mitte                                                | –          | –                | –          | –                | –          | –                | –          | –                | 12         | 07,35            |
|        | Evangelische Volkspartei der Schweiz (EVP)               | 13         | 07,34            | 10         | 05,9             | 12         | 06,44            | 10         | 06,17            | 09         | 05,57            |
|        | Eidgenössisch-Demokratische Union (EDU)                  | 06         | 04,78            | 05         | 04,4             | 05         | 04,06            | 05         | 03,77            | 06         | 04,15            |
|        | Parti Socialiste Autonome/ensemble socialiste (PSA/ES) 1 | 03         | 01,29            | 03         | 01,04            | 03         | 00,67            | 02         | 00,68            | 02         | 00,63            |
|        | Alternative Linke (AL)                                   | 0–         | 0–               | 0–         | 0–               | 0          | 00,36            | 01         | 00,50            | 01         | 00,63            |
|        | Bürgerliche Stadt- und Landliste 2                       | 0–         | 0–               | 0–         | 0–               | 0–         | 0–               | 0–         | 0–               | 01         | 00,55            |
|        | Schweizer Demokraten (SD)                                | 01         | 02,19            | 0          | 00,41            | 0          | 00,26            | 0          | 00,18            | 0          | 00,14            |
|        | Grün alternative Partei (GaP)                            | 0–         | 0–               | 0–         | 0–               | 01         | [00]00,28        | 0          | 00,29            | 0          | 00,02            |
|        | Bürgerlich-Demokratische Partei (BDP)                    | –          | –                | 25         | 16,30            | 14         | 11,19            | 13         | 09,02            | –          | –                |
|        | Christlichdemokratische Volkspartei (CVP)                | 01         | 01,76            | 01         | 01,16            | 0          | 00,75            | 0          | 00,45            | –          | –                |
|        | Entente Jurassienne (Entente) 3                          | 01         | 00,33            | 0          | 00,24            | 0          | 00,06            | 0          | 00,31            | –          | –                |
|        | Auto-Partei/Freiheits-Partei der Schweiz (FPS)           | 01         | 00,45            | 0–         | 0–               | 0–         | 0–               | 0–         | 0–               | –          | –                |

Der Berner Grosse Rat trifft sich nicht wöchentlich, wie bei einigen anderen Kantonsparlamenten üblich, sondern viermal pro Jahr (bis 2018 waren es fünf Sessionen) zu einer zweiwöchigen Session.

### Exekutive
Die Exekutive ist der siebenköpfige Regierungsrat (frz. Conseil-exécutif), der vom Volk im Majorzverfahren auf ebenfalls vier Jahre gewählt wird. Mindestens 30'000 Stimmberechtigte können dessen Abberufung schon vor Ablauf dieser Periode beantragen, worüber dann eine Volksabstimmung anzuordnen ist (Art. 57 KV). Das Regierungspräsidium wechselt – wie auch auf Bundesebene und in den anderen Kantonen üblich – zwischen den Mitgliedern des Regierungsrates jährlich im Turnus. Dem französischsprachigen Berner Jura ist ein Sitz in der Regierung garantiert (Art. 84 KV).
Jedes Mitglied des Regierungsrates steht einer der sieben Direktionen der zentralen Kantonsverwaltung (etwa vergleichbar mit den Landesministerien der deutschen Bundesländer) vor.
| Regierungsrat                                       | seit | Partei    | Direktion                                             |
| --------------------------------------------------- | ---- | --------- | ----------------------------------------------------- |
| Astrid Bärtschi                                     | 2022 | Die Mitte | Finanzdirektion (FIN)                                 |
| Christine Häsler                                    | 2018 | Grüne     | Bildungs- und Kulturdirektion (BKD)                   |
| Pierre Alain Schnegg (Berner-Jura-Sitz)             | 2016 | SVP       | Gesundheits-, Sozial- und Integrationsdirektion (GSI) |
| Christoph Neuhaus, Regierungspräsident (2025/26)    | 2008 | SVP       | Bau- und Verkehrsdirektion (BVD)                      |
| Christoph Ammann, Regierungsvizepräsident (2025/26) | 2016 | SP        | Wirtschafts-, Energie- und Umweltdirektion (WEU)      |
| Philippe Müller                                     | 2018 | FDP       | Sicherheitsdirektion (SID)                            |
| Evi Allemann                                        | 2018 | SP        | Direktion für Inneres und Justiz (DIJ)                |

Zur zentralen Kantonsverwaltung gehört neben den sieben Direktionen auch die Staatskanzlei, welche als Stabs- und Verbindungsstelle von Exekutive (Regierungsrat) und Legislative (Grosser Rat) fungiert. Leiter der Staatskanzlei ist seit 2013 Staatsschreiber Christoph Auer. Kommunikationsbeauftragter des Regierungsrates ist seit 2021 Reto Wüthrich.

### Judikative
Oberstes kantonales Gericht für Zivil- und Strafsachen ist das Obergericht des Kantons Bern (frz. Cour suprême du canton de Berne). Urteile des kantonalen Obergerichts können grundsätzlich an das Bundesgericht weitergezogen werden. Dem Obergericht untergeordnet sind die Regionalgerichte (Bern, Biel mit Aussenstelle Moutier, Burgdorf, Thun), die Jugendgerichte, das Wirtschaftsstrafgericht und die Zwangsmassnahmengerichte. Den erstinstanzlichen Regionalgerichten sind in zivilrechtlichen Streitigkeiten die Schlichtungsbehörden vorgeschaltet.
Im Bereich der Verwaltungsgerichtsbarkeit ist das Verwaltungsgericht des Kantons Bern (frz. Tribunal administratif du canton de Berne) die oberste kantonale richterliche Behörde. Urteile des kantonalen Verwaltungsgerichts können (mit gewissen Ausnahmen) an das Bundesgericht weitergezogen werden. Zur Verwaltungsgerichtsbarkeit gehören auch die folgenden, unter Aufsicht des Verwaltungsgerichts stehenden weiteren verwaltungsunabhängigen Justizbehörden: Steuerrekurskommission, Rekurskommission für Massnahmen gegenüber Fahrzeugführerinnen und Fahrzeugführern, Enteignungsschätzungskommission und Bodenverbesserungskommission. Streitigkeiten zwischen Versicherern (Kranken- und Unfallversicherer) und Leistungserbringern (wie z. B. Spitäler, Heilbäder, Ärzte etc.) auf dem Gebiet der Kranken-, Unfall- und Militärversicherung beurteilt das Schiedsgericht in Sozialversicherungsstreitigkeiten. Dieses besteht aus einem Mitglied einer Abteilung des Verwaltungsgerichts als neutralem Vorsitzenden und je einem Vertreter der betroffenen Versicherer einerseits und der betroffenen Leistungserbringer andererseits.
Obwohl die Staatsanwaltschaft als Strafverfolgungsbehörde keine rechtsprechende Behörde ist (siehe aber Strafbefehlsverfahren), wird sie im Kanton Bern der Justiz (Judikative) zugeordnet. Oberste Strafverfolgungsbehörde im Kanton ist die Generalstaatsanwaltschaft des Kantons Bern (frz. Parquet général du canton de Berne). Bis zum 31. Dezember 2010 hiess die Behörde Generalprokuratur des Kantons Bern. Leiter der Behörde ist der Generalstaatsanwalt (bis 31. Dezember 2010: Generalprokurator). Die regionalen Staatsanwaltschaften (Bern-Mittelland in Bern, Berner Jura-Seeland in Biel mit Aussenstelle in Moutier, Emmental-Oberaargau in Burgdorf und Oberland in Thun) sind Ermittlungs-, Untersuchungs- und Anklagebehörde in allen Strafsachen eidgenössischen und kantonalen Rechts, für welche sie sachlich und örtlich zuständig sind. Daneben bestehen folgende Staatsanwaltschaften, die für das gesamte Kantonsgebiet zuständig sind: Staatsanwaltschaft für Wirtschaftsdelikte, Staatsanwaltschaft für besondere Aufgaben sowie die Jugendanwaltschaft (die in vier regionale Dienststellen gegliedert ist).

### Parteiensystem
Der Kanton Bern ist traditionell ein mehrheitlich bürgerlicher Kanton mit der SVP als dominierender Kraft, wobei die Linke allerdings eine vergleichsweise starke Minderheit darstellt. Die Unterschiede in den politischen Kräftsverhlätnisse zwischen Stadt und Land sind ausserordentlich ausgeprägt. Die evangelischen Parteien EVP (Mitte) und EDU (rechts) sind im historisch evangelisch-reformiert geprägten Bern relativ stark.
Zur historischen Entwicklung des bernischen Parteiensystem siehe Grosser Rat (Bern)

### Vertretung in der Bundesversammlung
Der Kanton Bern entsendet derzeit 24 Vertreter in den Nationalrat und wie gewohnt zwei in den Ständerat. Die Nationalratssitze werden anhand der Bevölkerungszahlen festgelegt. Entsandte der Kanton zu Beginn der 1960er-Jahre noch über 30 Vertreter in den Nationalrat, verlor er aufgrund des schwächeren Bevölkerungswachstums zuletzt bei den Wahlen 2015 und 2019 je einen Sitz und wird voraussichtlich Wahlen 2027 einen weiteren Sitz verlieren.

## Wirtschaft

### Wirtschaftsstandort und -struktur
Der Kanton Bern erstreckt sich vom Jura bis zu den Alpen. Aufgrund seiner Grösse und landschaftlichen Vielfalt hat er eine vielfältige Branchenstruktur. Im Vergleich zum Schweizer Durchschnitt stark vertretene Branchen sind die öffentliche Verwaltung, die Landwirtschaft; im Jahr 2020 wurde 14 Prozent der landwirtschaftlichen Nutzfläche durch 1417 Betriebe biologisch bewirtschaftet, die Nachrichtenübermittlung (Post, Telekomm, Fernmeldewesen), der Tourismus sowie das Gesundheits- und Sozialwesen. Letzteres war 2008 mit 71'100 Beschäftigten der bedeutendste Wirtschaftszweig. 2022 wurde ein Bruttoinlandsprodukt von 89,4 Milliarden Franken erbracht (Platz 2 unter den 26 Kantonen). Mit einem Bruttoinlandsprodukt pro Kopf von 85'151 Franken (2022) belegte der Kanton Platz 9.
Der Kanton Bern ist ein wichtiger Wirtschaftsstandort und mit seiner Zweisprachigkeit zudem ein Brückenkanton zwischen der deutsch- und der französischsprachigen Schweiz. Im Kanton Bern gibt es zahlreiche international tätige und starke Unternehmen, vor allem aus der Präzisionsindustrie und der Uhrenindustrie sowie der Medizinaltechnik. Industriemaschinen und Uhren machen 44,9 Prozent der Warenexporte des Kantons Bern aus. Hauptexportdestinationen sind mit 54,4 Prozent die EU-Länder. (Zahlen 2010)
Der grösste Arbeitgeber im Kanton ist mit 28'207 Vollzeitstellen der Kanton Bern selbst, gefolgt von der Bundesverwaltung mit 18'245 und der Inselgruppe mit 8'443 Vollzeitstellen.
Über 15'000 Arbeitsplätze in der Energie- und Umwelttechnik machen den Kanton Bern zu einem aufstrebenden Cleantech-Standort. Mit der Wirtschaftsstrategie 2025 will die Politik Cleantech gezielt fördern und ausbauen.

### Clusterorganisationen
Mit seiner Clusterpolitik ermöglicht der Kanton Bern die bessere Vernetzung von Unternehmen untereinander und fördert damit den Wissens- und Technologietransfer. Cluster spielen als Kompetenznetzwerke eine Schlüsselrolle in der wirtschaftlichen Entwicklung. Sie wachsen durchschnittlich stärker als die Gesamtwirtschaft des Kantons Bern. In den Clustern arbeiteten 32,8 Prozent der Beschäftigten des Kantons Bern (2008). Unternehmen treffen sich regelmässig in folgenden Kompetenznetzwerken:
- Medical Cluster
- Präzisionscluster
- ICT Cluster
- Consultingcluster
- Energie- und Umwelttechnik
- Design

### Tourismus
Der Kanton Bern ist einer der drei grossen Tourismuskantone der Schweiz. Sechs grosse Regionen prägen den Kanton Bern: das Berner Oberland mit seiner imposanten Berg- und Seenlandschaft, das hügelige Emmental mit den stattlichen, blumengeschmückten Bauernhöfen, der Oberaargau mit seinen Feldern und Wäldern, die Region Bern-Mittelland mit dem UNESCO-Welterbe – der Altstadt von Bern, die Seen und Gemüsefelder des Seelands und der französischsprachige Berner Jura mit dem Regionalpark Chasseral. Bekannte Tourismusdestinationen sind: Bern – UNESCO-Weltkulturerbe, Jungfrau-Aletsch/Bietschorn – UNESCO-Weltnaturerbe, Gstaad, Grindelwald, Interlaken, Adelboden. Im Berner Oberland ist der Tourismus der wichtigste Wirtschaftszweig.
Seit Juni 2011 sind zudem die Pfahlbauten am Bieler- und am Lobsigensee Teil des UNESCO-Welterbes.

#### Tourismuspolitik
Die Made in Bern AG ist die touristische Dachvermarktungsorganisation des Kantons Bern und wird in der Periode von 2020 bis 2023 mit einem jährlichen Betrag von 2,5 Millionen Franken gefördert. Für die Tourismusorganisationen Bern Welcome sowie Tourismus Jura Drei Seen Land / Jura bernois Tourisme wurden zusätzlich insgesamt 3,6 Millionen Franken bewilligt.

## Bildung und Forschung
Das breite Bildungsangebot des Kantons Bern umfasst Volksschule, Mittelschule, Berufsbildung und Hochschule.

### Volksschule
Das Angebot umfasst Kindergärten, Primarschulen und Sekundarschulen der Stufe 1.
Die internationale Schule Bern ist eine vom Council of International Schools (CIS) und der New England Association of Schools and Colleges (NEASC) anerkannte Tagesschule, an der Kinder und Jugendliche in Englisch nach einem internationalen Lehrplan unterrichtet werden.

### Berufsbildung
Zur Berufsbildung zählt die Lehre sowie die Ausbildung an einer Berufsfachschule oder an einer Wirtschaftsmittelschule. Es gibt fünf Wirtschaftsmittelschulen im Kanton: Wirtschaftsmittelschule Bern, Wirtschaftsmittelschule Biel, École supérieure de commerce de Bienne (Biel), École supérieure de commerce La Neuveville und das Centre de formation professionnelle Berne francophone (ceff) in Saint-Imier.

### Mittelschule
Das Angebot umfasst Ausbildungsgänge an einem Gymnasium oder an einer Fachmittelschule.
Im Kanton Bern gibt es 14 Gymnasien und eine Maturitätsschule für Erwachsene:
- Region Bern-Mittelland: Gymnasium Kirchenfeld (Bern), Gymnasium Neufeld (Bern), Gymnasium Lerbermatt (Köniz), Gymnasium Hofwil (Münchenbuchsee), Freies Gymnasium Bern (Bern; privat, subventioniert), Gymnasium NMS (Bern; privat, subventioniert), Gymnasium Muristalden (Bern; privat, subventioniert), Gymnasium Feusi (Bern; privat), Berner Maturitätsschule für Erwachsene (Bern)
- Region Biel-Seeland: Gymnasium Biel-Seeland (Biel), Gymnase de Bienne et du Jura bernois (Biel)
- Region Emmental-Oberaargau: Gymnasium Burgdorf, Gymnasium Oberaargau (Langenthal)
- Region Thun-Oberland: Gymnasium Thun, Gymnasium Interlaken (Interlaken und Gstaad)

Die Fachmittelschulen des Kantons Bern:
- Region Bern-Mittelland: Fachmittelschule Neufeld (Bern), Fachmittelschule Lerbermatt (Köniz), Fachmittelschule NMS (Bern; privat)
- Region Biel-Seeland: Fachmittelschule Biel-Seeland (Biel), Ecole de culture générale de Bienne et du Jura bernois (Biel)
- Region Emmental-Oberaargau: Fachmittelschule Oberaargau (Langenthal)
- Region Thun-Oberland: Fachmittelschule Thun

### Hochschule
Der Kanton Bern unterhält mehrere Hochschulen:
- Universität Bern
- Berner Fachhochschule (BFH), mit Standorten in Bern, Biel, Burgdorf, Magglingen und Zollikofen
- Pädagogische Hochschule Bern (PHBern)
- Pädagogische Hochschule der Kantone Bern, Jura und Neuenburg (Haute école pédagogique des cantons de Berne, du Jura et de Neuchâtel, HEP BEJUNE), mit Standorten in Biel, Pruntrut (Kanton Jura) und La Chaux-de-Fonds (Kanton Neuenburg)
- Haute Ecole Arc (HE-Arc) der Kantone Bern, Jura und Neuenburg (von arc jurassien, deutsch Jurabogen), mit Standorten in Sankt Immer (Kanton Bern), Delsberg (Kanton Jura), Neuenburg, Le Locle und La Chaux-de-Fonds (Kanton Neuenburg)[58]

Die Universität Bern fördert mittels Forschung die wissenschaftlichen Erkenntnisse ihrer Absolventen. In den Fachhochschulen entsteht Wissen in angewandter Forschung und Entwicklung. Der Wissenstransfer zwischen Wissenschaft und Wirtschaft wird auch auf politischer Ebene gefördert und von der Wirtschaftsförderung aktiv unterstützt.

## Verkehr
Öffentlicher Verkehr

Der Kanton Bern liegt an den Bahnverkehrsachsen Zürich–Freiburg–Lausanne–Genf (Ost/West) und Basel–Lötschberg–Simplon–Italien (Nord/Süd), die sich in der Stadt Bern kreuzen. Seit Dezember 2007 verbindet der neue Lötschberg-Basistunnel das Wallis und Italien mit dem Kanton Bern. Die Fahrzeit verringert sich durchschnittlich um eine Stunde.
Im Norden quert die Jurasüdfusslinie (Olten–Biel/Bienne–Neuenburg–Lausanne–Genf) das Kantonsgebiet.
Im Südosten verläuft die Schmalspurbahn Luzern–Brünigpass–Interlaken der Zentralbahn, die BLS betreibt die Normalspurstrecke zwischen Thun, Interlaken, Spiez und Zweisimmen. In Zweisimmen beginnt die Schmalspurbahn der Montreux-Berner Oberland-Bahn (MOB) nach Lenk, Gstaad und Montreux. Die drei Strecken Luzern–Interlaken–Zweisimmen–Montreux werden zusammen als Golden-Pass in Konkurrenz zum Glacier-Express vermarktet. Weitere Täler sind durch diverse Schmalspurbahnen erschlossen: Berner Oberland-Bahnen, Wengernalpbahn, Meiringen-Innertkirchen-Bahn.
Bekannte Bergbahnen im Kanton sind u. a. die Jungfraubahn, die Brienz-Rothorn-Bahn, die Bergbahn Lauterbrunnen–Mürren und die Schynige Platte-Bahn.
Neben der Bahn spielt das Postauto eine grosse Rolle, einmal bei der Erschliessung der Seitentäler, dann aber auch für die berühmten touristischen Linien über Grimselpass, Sustenpass oder Grosse Scheidegg. Die steilste Postauto-Strecke Europas führt von Reichenbach im Kandertal nach der Griesalp.
Motorisierter Individualverkehr

Die A1 St. Gallen–Genf (Ost-West) führt durch das Schweizer Mittelland und die Stadt Bern. Von Bern geht die A12 über Freiburg nach Vevey. Die A5 führt am Jurasüdfuss entlang von Solothurn über Biel nach Yverdon. In nord-südlicher Richtung führt die A6 von Biel über Bern und Thun bis nach Spiez. Dort verzweigt sich die Autobahn und geht als A8 weiter nach Meiringen östlich des Brienzersees. Von dort starten die Passrouten Brünig (nach Luzern), Susten (nach Uri) und Grimsel (nach dem Wallis, Graubünden und dem Tessin). Bei Spiez zweigt die Lötschbergroute ab, die mittels Autoverlad durch den Lötschbergtunnel mit dem Wallis und via Simplonpass mit Italien verbindet.
Das kantonseigene Strassennetz umfasst über 2'100 Kilometer Strassen sowie zahlreiche Kunstbauten wie Brücken, Tunnels oder Niveauübergänge. Zwischen Oktober 2022 und März 2023 wurde in der Region Bern Nord ein neues Verkehrsmanagementsystem in Betrieb genommen, weitere sollen folgen. Im Jahr 2024 lag der Motorisierungsgrad (Personenkraftwagen pro 1'000 Einwohner) bei 518.
Langsamverkehr

Dem Velo- und Fussverkehr wird zunehmend mehr Beachtung beigemessen.

## Geschichte

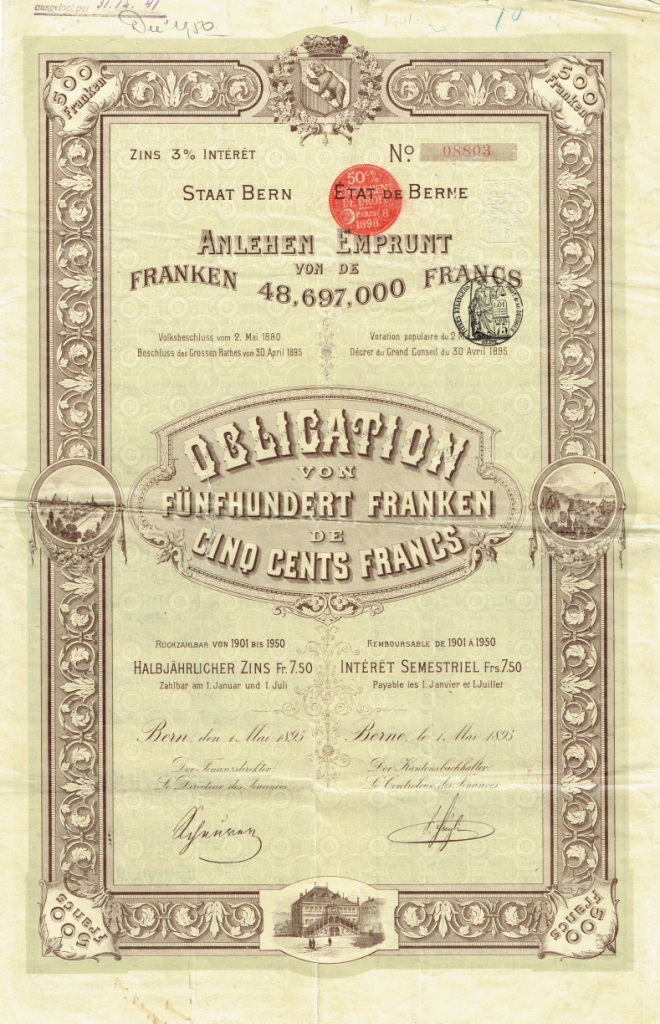
Zweisprachige Obligation des Kantons Bern vom 1. Mai 1895

Bern verbündete sich 1353 mit den Waldstätten Uri, Schwyz und Unterwalden. Dieses und andere ältere Bündnisse führten im 15. Jahrhundert zum Entstehen der Alten Eidgenossenschaft. Bern gehörte damit zu den Acht Alten Orten.

## Verwaltungsgliederung
Der Kanton Bern ist seit 1. Januar 2010 in Verwaltungsregionen, Verwaltungskreise, Amtsbezirke sowie Gemeinden gegliedert. Die «ordentlichen dezentralen Verwaltungseinheiten des Kantons» sind jedoch gemäss Art. 39a des Gesetzes über die Organisation des Regierungsrates und der Verwaltung nur die Verwaltungsregionen und die Verwaltungskreise; den Amtsbezirken kommt vorab eine historische Bedeutung zu, wozu unten.

### Verwaltungsregionen und -kreise

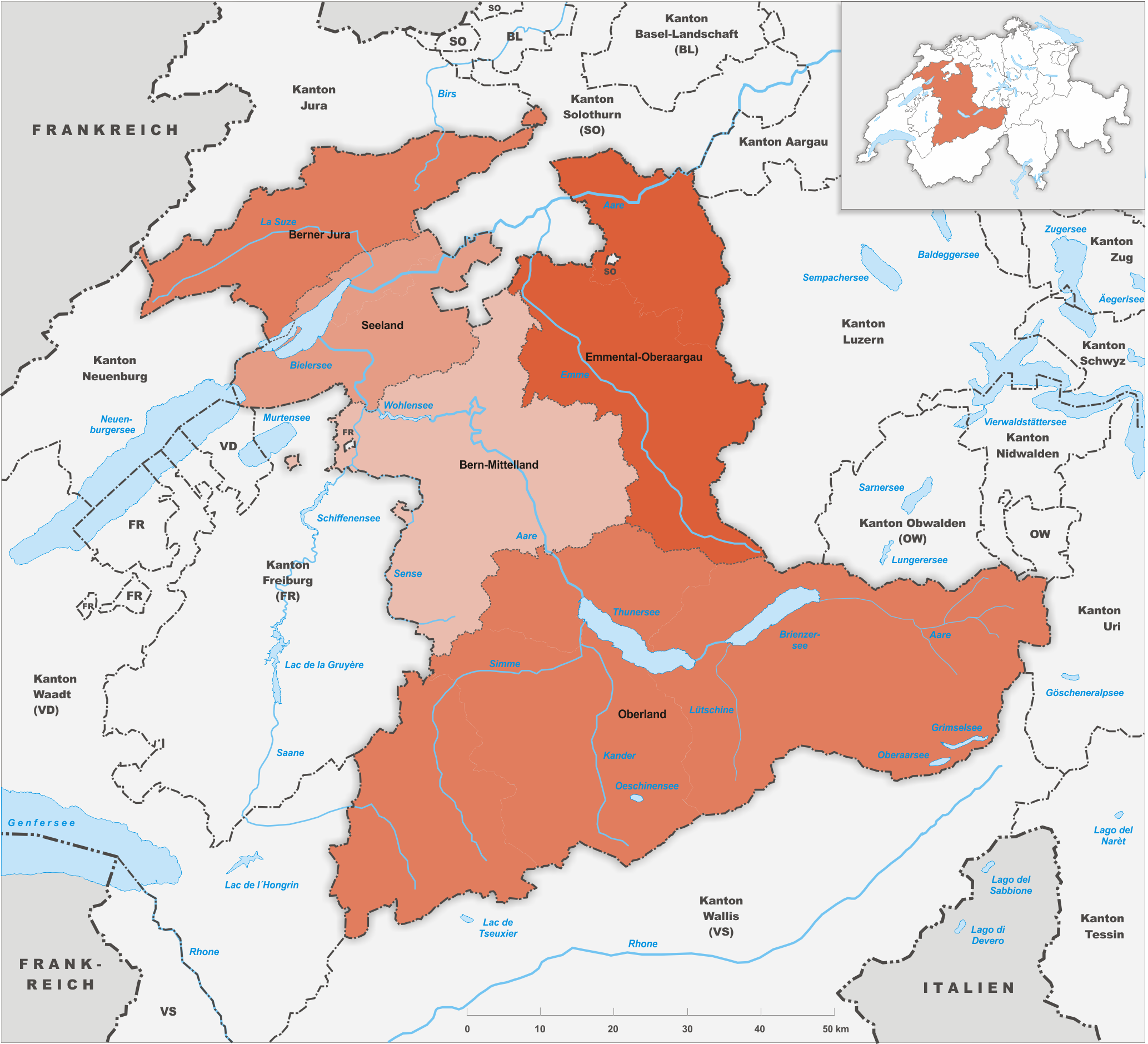
Verwaltungsregionen des Kantons Bern seit 2022

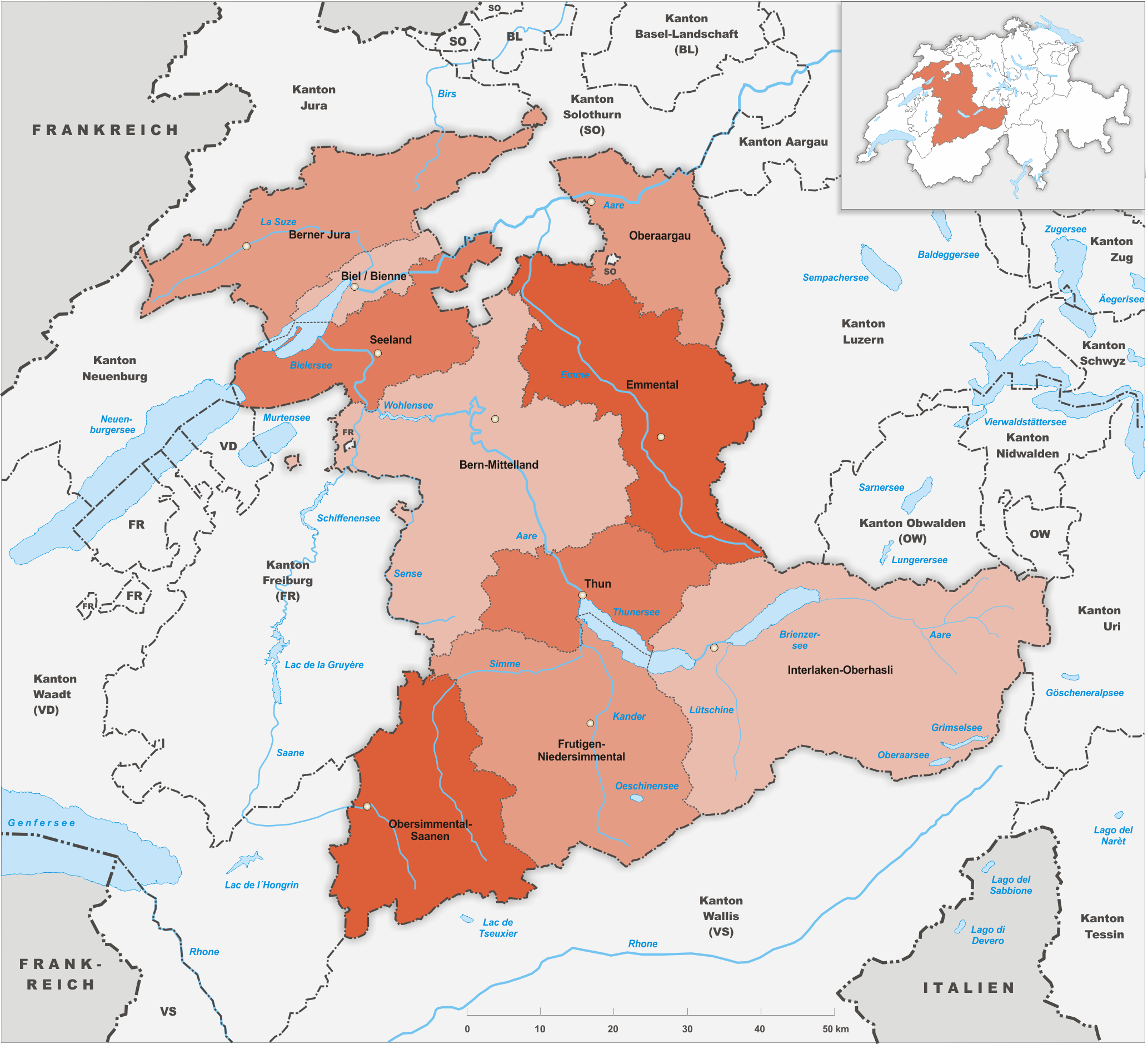
Verwaltungskreise des Kantons Bern seit 2022

| Verwaltungsregion   | Verwaltungskreis         | BFS-Nr. Verwaltungskreis | Einwohner (31. Dezember 2023) |
| ------------------- | ------------------------ | ------------------------ | ----------------------------- |
| Berner Jura         | Berner Jura              | 0241                     | 053'927                       |
| Bern-Mittelland     | Bern-Mittelland          | 0246                     | 425'694                       |
| Emmental-Oberaargau | Emmental                 | 0245                     | 099'561                       |
| Emmental-Oberaargau | Oberaargau               | 0244                     | 084'643                       |
| Oberland            | Frutigen-Niedersimmental | 0249                     | 041'420                       |
| Oberland            | Interlaken-Oberhasli     | 0250                     | 048'753                       |
| Oberland            | Obersimmental-Saanen     | 0248                     | 016'788                       |
| Oberland            | Thun                     | 0247                     | 109'442                       |
| Seeland             | Biel/Bienne              | 0242                     | 105'061                       |
| Seeland             | Seeland                  | 0243                     | 078'244                       |

Am 24. September 2006 hat das Stimmvolk die «Reform der dezentralen kantonalen Verwaltung» angenommen, in der die 26 Amtsbezirke auf den 1. Januar 2010 in fünf Verwaltungsregionen und zehn Verwaltungskreise einteilt:
- Bildung des Verwaltungskreises Berner Jura aus den Amtsbezirken Courtelary, Moutier und La Neuveville
- Bildung des Verwaltungskreises Biel/Bienne aus
  - dem Amtsbezirk Biel
  - den Gemeinden Lengnau, Meinisberg und Pieterlen des Amtsbezirks Büren
  - dem Amtsbezirk Nidau ohne die Gemeinden Bühl, Epsach, Hagneck, Hermrigen, Jens, Merzligen, Studen, Täuffelen, Walperswil und Worben
- Bildung des Verwaltungskreises Seeland aus:
  - dem Amtsbezirk Erlach
  - dem Amtsbezirk Büren an der Aare ohne die Gemeinden Lengnau, Meinisberg und Pieterlen
  - dem Amtsbezirk Aarberg ohne die Gemeinde Meikirch
  - den Gemeinden Bangerten und Ruppoldsried des Amtsbezirks Fraubrunnen
  - den Gemeinden Bühl, Epsach, Hagneck, Hermrigen, Jens, Merzligen, Studen, Täuffelen, Walperswil und Worben des Amtsbezirks Nidau
- Bildung des Verwaltungskreises Oberaargau aus:
  - den Amtsbezirken Aarwangen und Wangen
  - den Gemeinden Eriswil, Huttwil, Walterswil und Wyssachen des Amtsbezirks Trachselwald
- Bildung des Verwaltungskreises Bern-Mittelland aus:
  - den Amtsbezirken Bern, Konolfingen, Laupen und Schwarzenburg
  - dem Amtsbezirk Fraubrunnen bis auf die Gemeinden Bangerten, Bätterkinden, Ruppoldsried, Utzenstorf, Wiler bei Utzenstorf und Zielebach
  - der Gemeinde Bäriswil des Amtsbezirks Burgdorf
  - der Gemeinde Meikirch des Amtsbezirks Aarberg
  - dem Amtsbezirk Seftigen bis auf die Gemeinden Burgistein, Gurzelen, Kienersrüti, Seftigen, Uttigen und Wattenwil
- Bildung des Verwaltungskreises Emmental aus:
  - den Gemeinden Bätterkinden, Utzenstorf, Wiler bei Utzenstorf und Zielebach des Amtsbezirks Fraubrunnen
  - dem Amtsbezirk Burgdorf ohne die Gemeinde Bäriswil
  - dem Amtsbezirk Trachselwald ohne die Gemeinden Eriswil, Huttwil, Walterswil und Wyssachen
  - dem Amtsbezirk Signau
- Bildung des Verwaltungskreises Thun aus:
  - dem Amtsbezirk Thun
  - den Gemeinden Burgistein, Gurzelen, Kienersrüti, Seftigen, Uttigen und Wattenwil des Amtsbezirks Seftigen
  - den Gemeinden Niederstocken, Oberstocken und Reutigen des Amtsbezirks Niedersimmental
- Bildung des Verwaltungskreises Frutigen-Niedersimmental aus:
  - dem Amtsbezirk Frutigen
  - dem Amtsbezirk Niedersimmental ohne die Gemeinden Niederstocken, Oberstocken und Reutigen
- Bildung des Verwaltungskreises Obersimmental-Saanen aus den Amtsbezirken Obersimmental und Saanen
- Bildung des Verwaltungskreises Interlaken-Oberhasli aus den Amtsbezirken Interlaken und Oberhasli

### Ehemalige Amtsbezirke/Verwaltungskreise
Die Untertanengebiete der Stadt und Republik Bern waren vom 14. Jahrhundert bis 1798 in Ämter und Dienste gegliedert.
Der moderne Kanton Bern wurde noch während der französischen Besetzung in 30 Amtsbezirke eingeteilt, welche die dezentralen Verwaltungseinheiten des Kantons bildeten. 1979 schlossen sich die Bezirke Delémont, Porrentruy und Franches-Montagnes zum neuen Kanton Jura zusammen. Infolgedessen schloss sich der nicht mehr an den restlichen Kanton Bern angrenzende Bezirk Laufen 1994 dem Kanton Basel-Landschaft an. Fortan bestand der Kanton aus 26 Amtsbezirken. Im Jahr 2010 wurden die Amtsbezirke als kantonale Verwaltungseinheiten sowie Wahlkreise für den Grossen Rat aufgehoben und durch die Verwaltungsregionen und Verwaltungskreise ersetzt; letztere fungieren als Wahlkreise.
Seit der Einführung der Verwaltungsregionen und Verwaltungskreise haben die Amtsbezirke fast nur noch geschichtliche Bedeutung. Zwar ordnet das Gesetz über die Organisation des Regierungsrates und der Verwaltung (Organisationsgesetz) nach wie vor jede Berner Gemeinde einem Amtsbezirk zu, aber eine praktische Funktion überträgt ihnen einzig das Gesetz über das Sonderstatut des Berner Juras und über die französischsprachige Minderheit des zweisprachigen Amtsbezirks Biel (Sonderstatutsgesetz), indem die bernjurassischen Amtsbezirke weiterhin die Wahlkreise für die Wahl des Bernjurassischen Rats (BJR) bilden. Im Hinblick auf den geplanten Wechsel der Gemeinde Moutier zum Kanton Jura, sollen an der Volksabstimmung vom 22. September 2024 sämtliche Amtsbezirke des Kantons Bern aufgehoben werden.

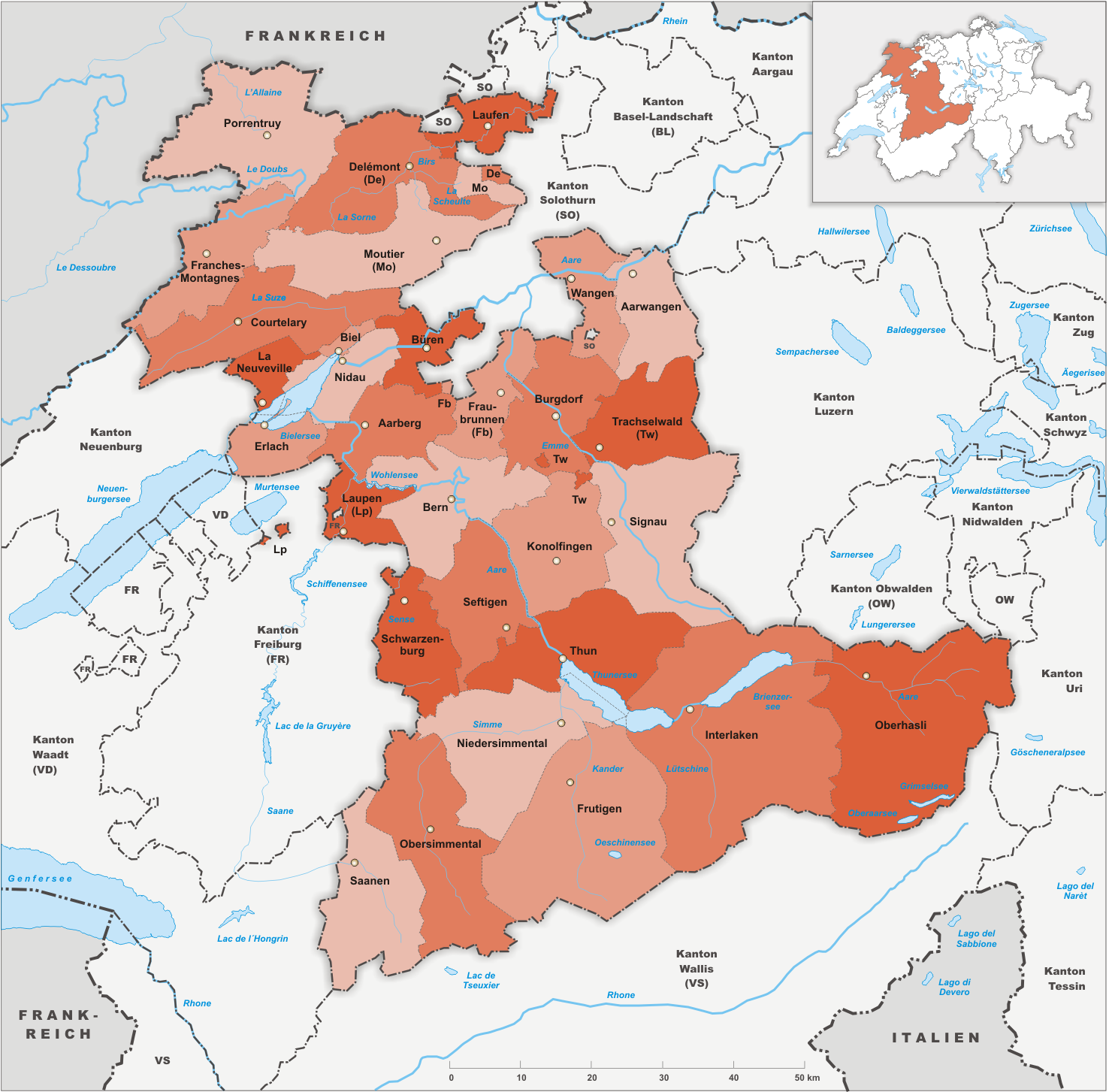
Amtsbezirke des Kantons Bern bis 31. Dezember 1919
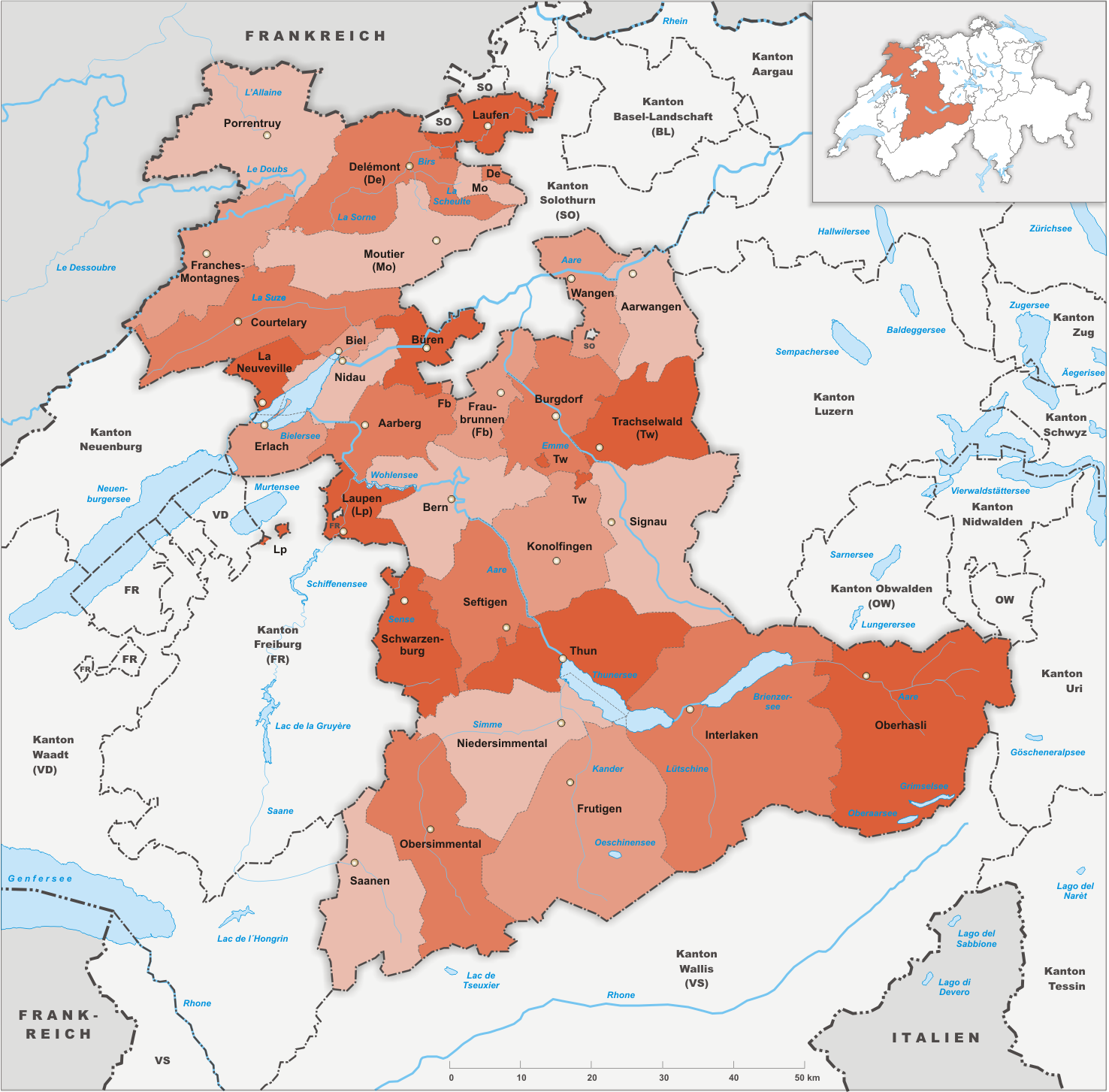
Amtsbezirke des Kantons Bern bis 31. Dezember 1975
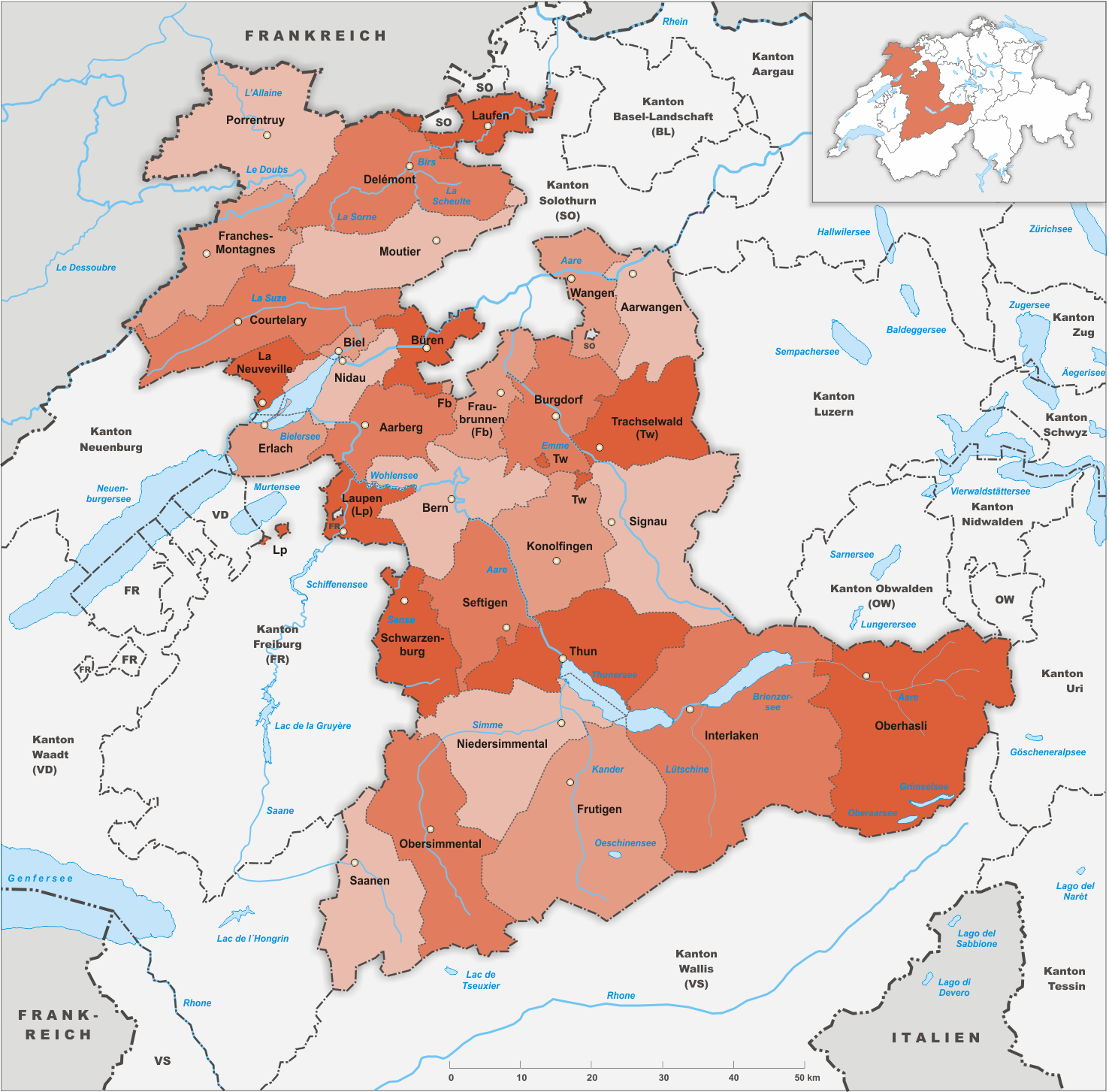
Amtsbezirke des Kantons Bern bis 31. Dezember 1978
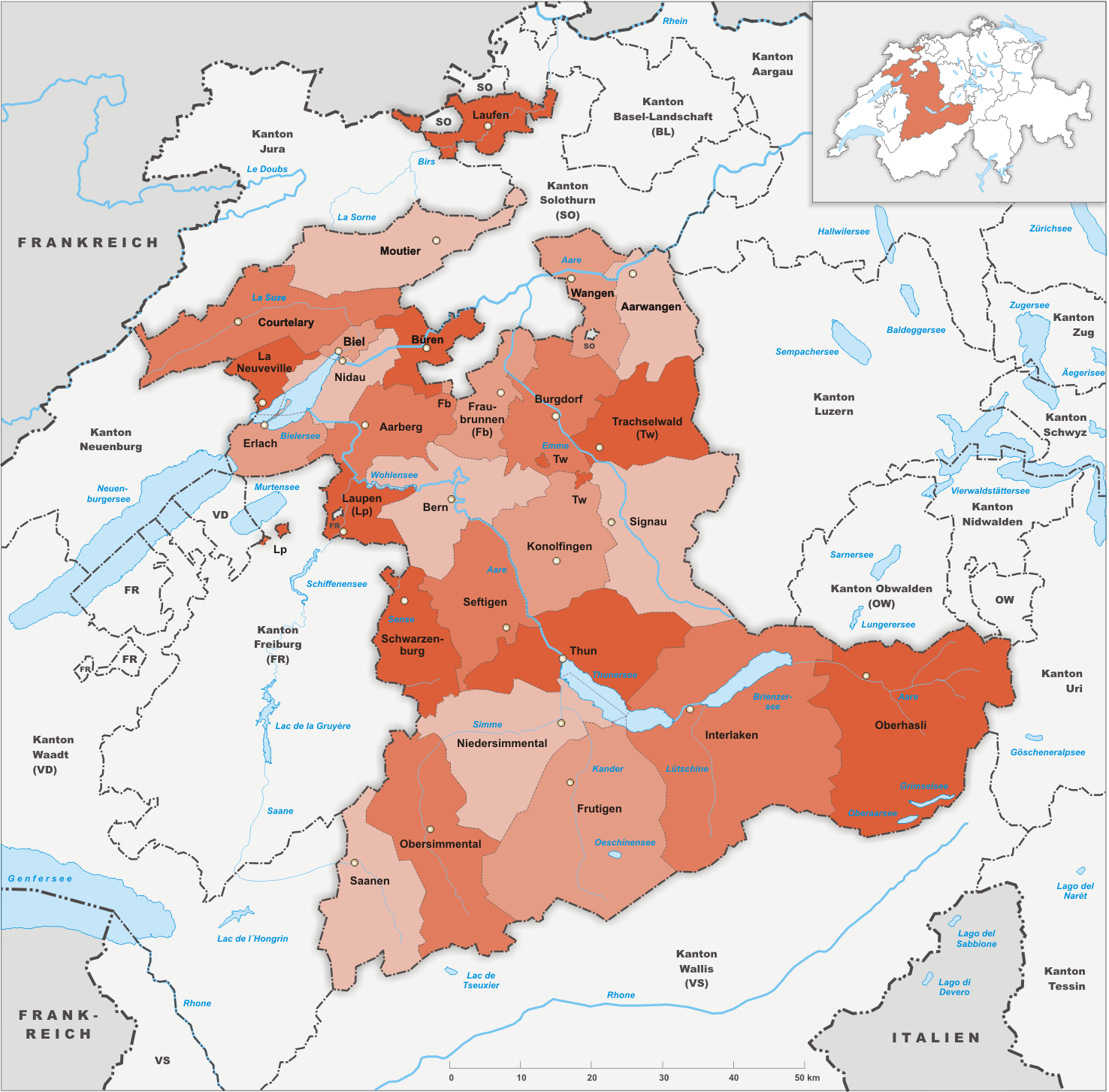
Amtsbezirke des Kantons Bern bis 31. Dezember 1993
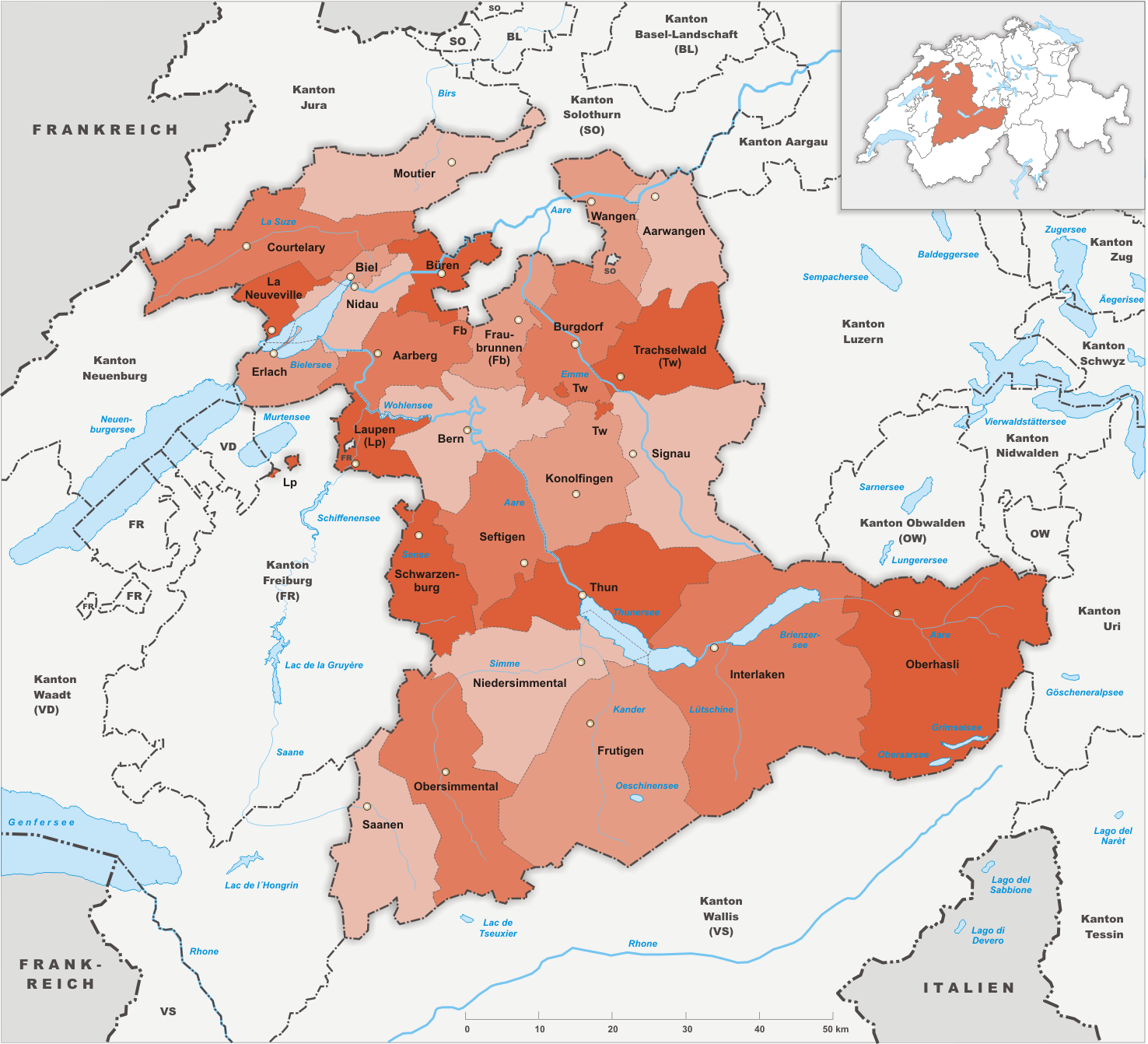
Amtsbezirke des Kantons Bern bis 30. Juni 2006
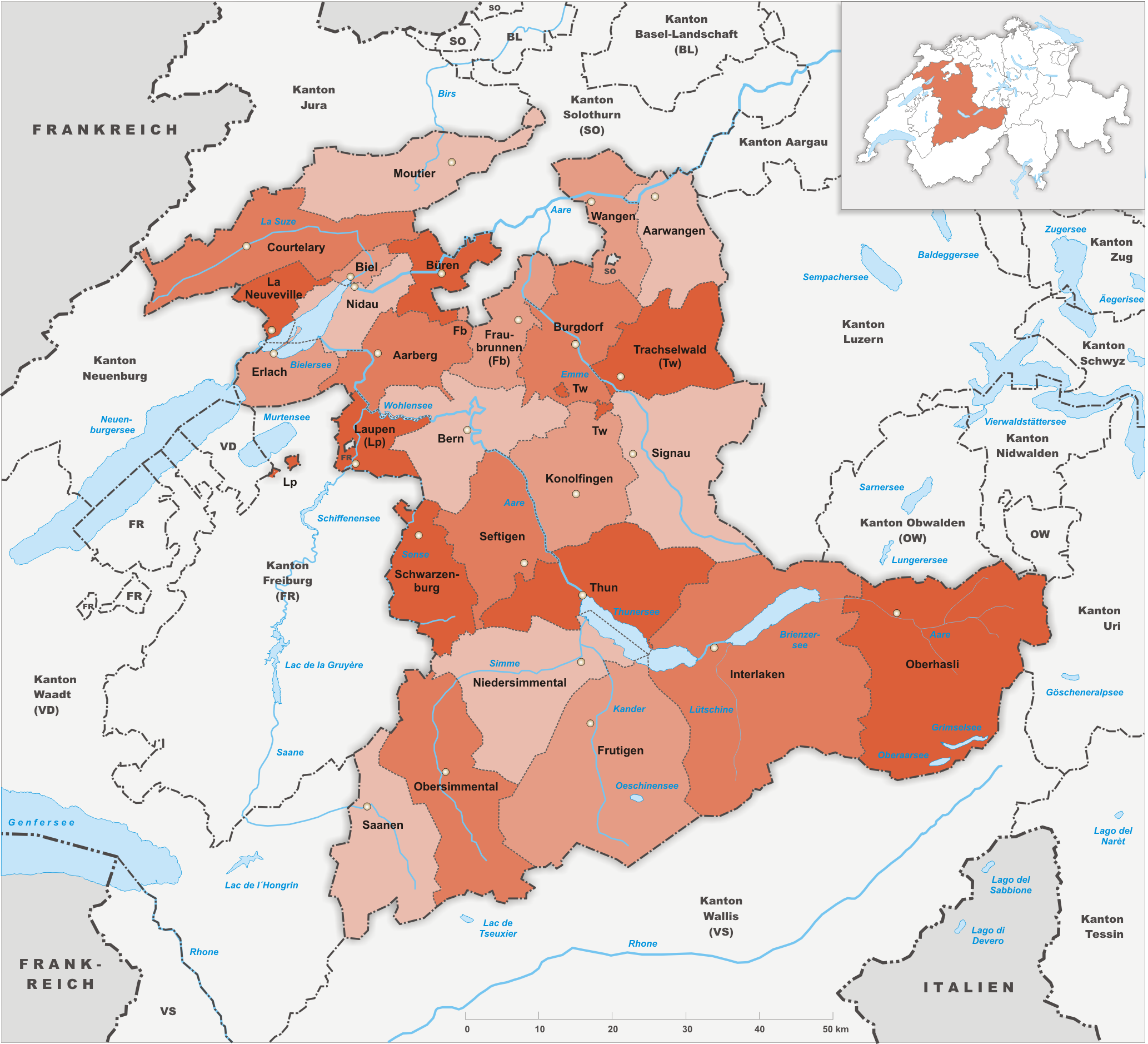
Amtsbezirke des Kantons Bern bis 31. Dezember 2009
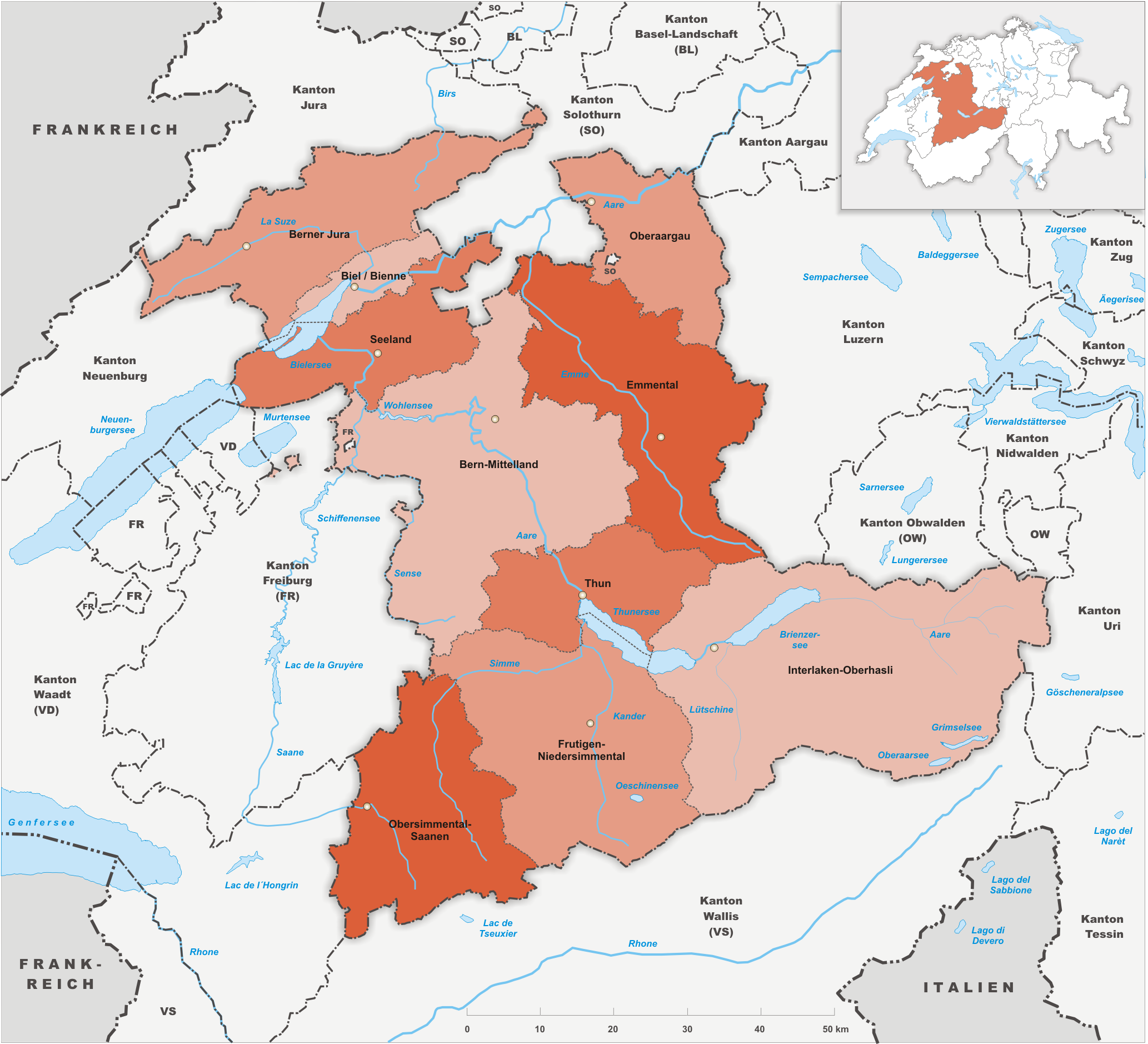
Verwaltungskreise des Kantons Bern bis 31. Dezember 2018
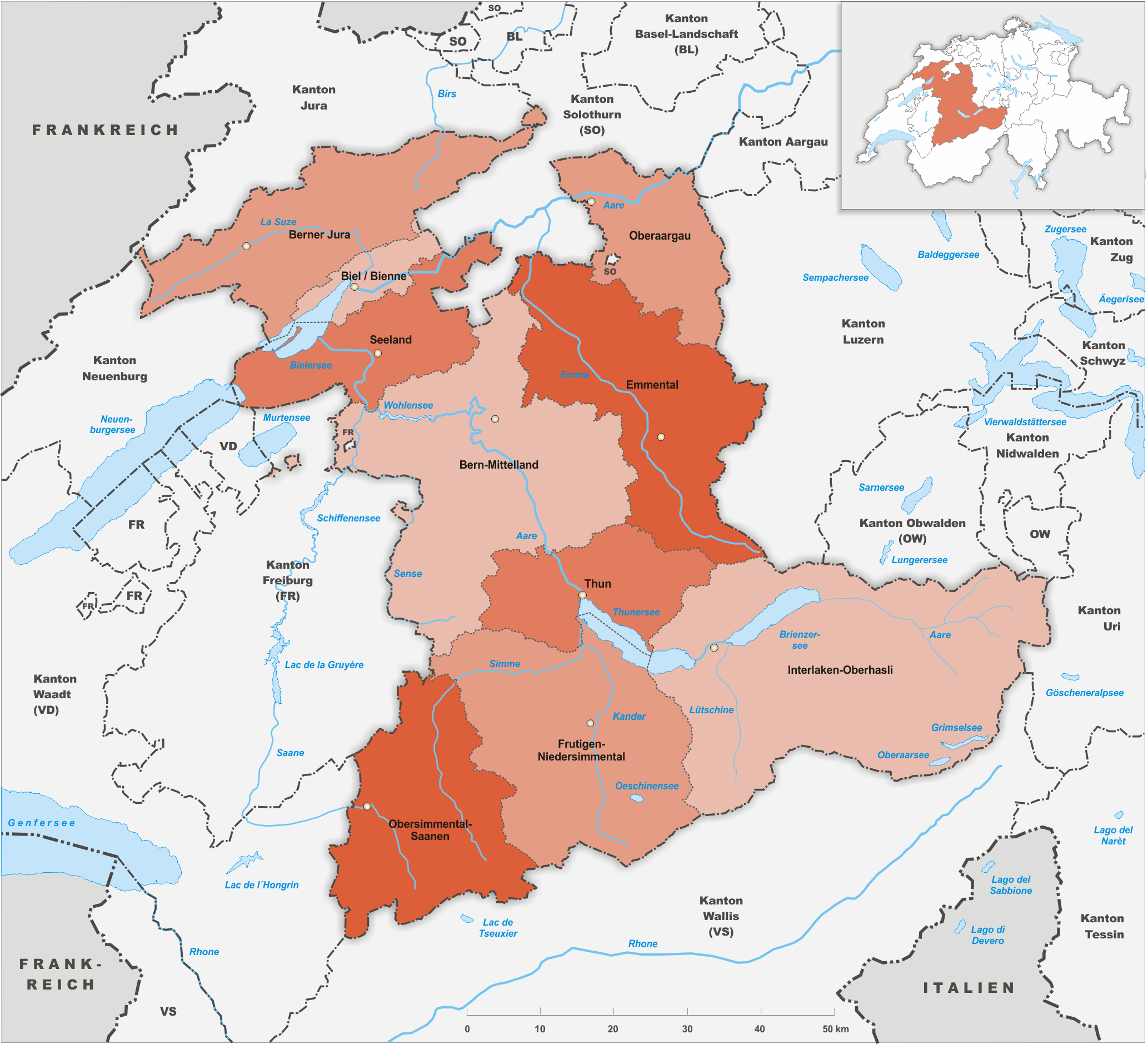
Verwaltungskreise des Kantons Bern bis 31. Dezember 2021

### Einwohnergemeinden

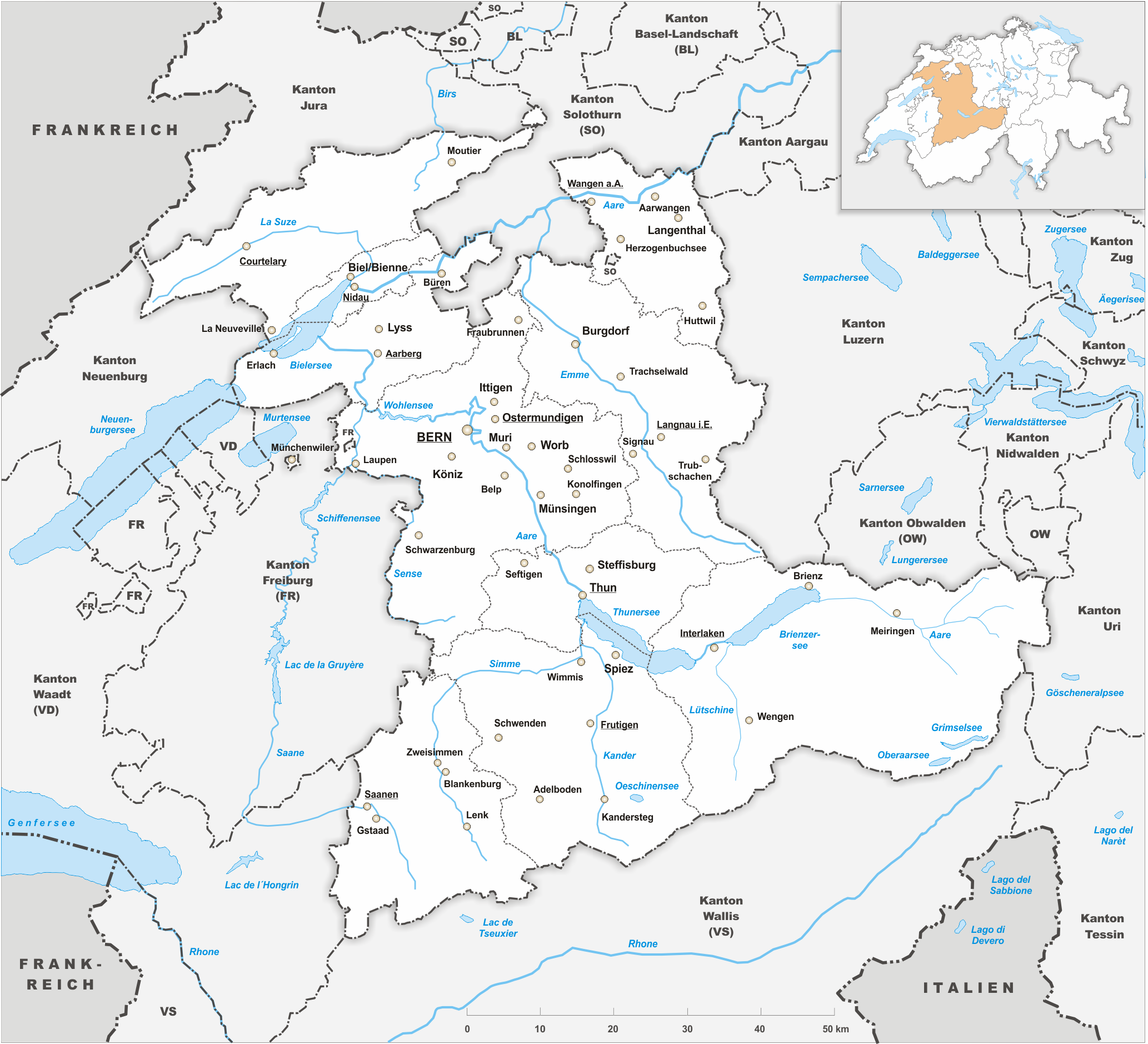
Städte und Orte des Kantons Bern

Nachfolgend aufgelistet sind die bevölkerungsreichsten Einwohnergemeinden mit mehr als 10'000 Einwohnern per 31. Dezember 2023:
| Einwohnergemeinde          | Einwohnerzahl |
| -------------------------- | ------------- |
| Bern, Hauptort/Bundesstadt | 136'988       |
| Biel/Bienne                | 055'932       |
| Thun                       | 043'905       |
| Köniz                      | 042'958       |
| Ostermundigen              | 018'195       |
| Burgdorf                   | 017'119       |
| Steffisburg                | 016'467       |
| Lyss                       | 016'406       |
| Langenthal                 | 016'077       |
| Muri bei Bern              | 013'530       |
| Spiez                      | 013'190       |
| Münsingen                  | 013'113       |
| Belp                       | 011'678       |
| Ittigen                    | 011'628       |
| Worb                       | 011'526       |
| Zollikofen                 | 011'477       |
| Münchenbuchsee             | 010'426       |

Die bevölkerungsreichste Ortschaft im hauptsächlich französischsprachigen Berner Jura ist die Kleinstadt Moutier. Der Sitz des Regierungsstatthalters befindet sich in Courtelary. Beide Orte haben weniger als 10'000 Einwohner.